# Wagner (Familienname)
Wagner ist ein deutscher Familienname. Neben bürgerlichen Namensträgern gibt es auch Abkömmlinge von solchen, denen der erbliche Adel verliehen wurde.

## Herkunft und Bedeutung
Der Familienname geht zurück auf den Berufsnamen vom Beruf des Wagners (Wagenmachers).

## Varianten
Im niederdeutschen Raum verbreitete Varianten sind Wegner und Wegener. Daneben gibt es noch die Varianten Wahner, Wehner und Weiner.
Im US-amerikanischen Raum ist dieser Name durch deutschstämmige Immigranten ebenfalls geläufig, so findet sich dort der Name sowohl in untranslatierter Form als auch in den landesidiomatischen Formen, z. B. Wagoner.

## Häufigkeit
Der Name Wagner belegt Platz 7 auf der Liste der häufigsten Familiennamen in Deutschland und gilt damit als Sammelname.

## Namensträger

### A
- Achim Wagner (* 1967), deutscher Schriftsteller
- Adam Wagner († 1594), deutscher Bildhauer
- Adam Wagner (Märtyrer) (1894–1938), russlanddeutscher römisch-katholischer Geistlicher und Märtyrer

- Adelheid Salles-Wagner (1825–1890), deutsch-französische Malerin
- Adelin Wagner (* 1934), deutsche Schauspielerin
- Adolf Wagner (1774–1835), deutscher Schriftsteller, siehe Adolph Wagner (Schriftsteller)
- Adolf Wagner (Klavierbauer), deutscher Klavierbauer
- Adolf Wagner (Maler, 1844) (1844–1918), österreichischer Maler und Architekt
- Adolf Wagner (Maler, 1861) (1861–1933), deutscher Maler
- Adolf Wagner (Botaniker) (1869–1940), österreichischer Botaniker, Naturphilosoph und Hochschullehrer
- Adolf Wagner (Winzer) (1877–1936), deutscher Sektfabrikant
- Adolf Wagner (Gauleiter) (1890–1944), deutscher Politiker (NSDAP)
- Adolf Wagner (Gewichtheber) (1911–1984), deutscher Gewichtheber
- Adolf von Wagner (1935–2023), deutscher Diplomat
- Adolf Wagner (Ökonom) (* 1939), deutscher Wirtschaftswissenschaftler
- Adolf Wagner von der Mühl (1884–1962), österreichischer Bildhauer
- Adolph Wagner (Schriftsteller) (Gottlob Heinrich Adolph Wagner; 1774–1835), deutscher Literaturhistoriker, Bühnenautor, Übersetzer und Schriftsteller
- Adolph Wagner (Ökonom) (Adolf Wagner; 1835–1917), deutscher Ökonom
- Adolph von Wagner  (1935–2023), deutscher Diplomat, siehe Adolf von Wagner
- Adrian Wagner (* 1978), deutscher Handballspieler
- Agnieszka Wagner (* 1970), polnische Schauspielerin
- Aiko Wagner (* 1982), deutscher Politikwissenschaftler und Hochschullehrer
- Albert Wagner (Sänger) (1799–1874), deutscher Schauspieler, Regisseur und Sänger (Tenor)
- Albert Wagner (Maler, 1816) (1816–1867), deutscher Maler und Lithograf
- Albert Wagner (Unternehmer) (1882–1966), deutscher Bauunternehmer
- Albert Wagner (Politiker) (1885–1974), deutscher Verwaltungsbeamter und Politiker (SPD)
- Albert Wagner (Maler, 1924) (1924–2006), US-amerikanischer Geistlicher, Maler und Bildhauer
- Albert Malte Wagner (1886–1962), deutsch-britischer Germanist und Literaturhistoriker
- Albrecht Wagner (Mediziner) (Karl Ernst Albrecht Wagner; 1827–1871), deutscher Chirurg, Sanitätsoffizier und Hochschullehrer
- Albrecht Wagner (Anglist) (1850–1909), deutscher Philologe und Hochschullehrer
- Albrecht Wagner (Physiker) (* 1941), deutscher Physiker und Wissenschaftsmanager
- Alexander von Wagner (1838–1904), ungarischer Maler, siehe Sándor Wagner
- Alexander Wagner (Schachspieler) (1868–1942), polnischer Schachspieler
- Alexander Wagner (Musiker) (1926–2019), deutscher Komponist und Musikpädagoge
- Alexander Wagner (Schauspieler) (* 1959), deutscher Schauspieler
- Alexander Wagner (Künstler) (* 1978), deutscher bildender Künstler
- Alexander Maria Wagner (* 1995), deutscher Komponist und Pianist
- Alfons Wagner (1890–1978), deutscher Metallurg und Industriemanager
- Alfred Wagner (Maler) (1848–um 1917), deutscher Maler
- Alfred Wagner (Landrat) (1852–1931), deutscher Landrat
- Alfred Wagner (Komponist) (1918–1995), deutscher Komponist und Musikpädagoge
- Alfred Wagner (Archivar) (1919–2008), deutscher Archivar
- Allan Wagner Tizón (* 1942), peruanischer Diplomat und Politiker
- Allan R. Wagner (1934–2018), US-amerikanischer Psychologe
- Allison Wagner (* 1977), US-amerikanische Schwimmerin
- Almut Wagner, deutsche Sprechtheater-Dramaturgin
- Alois Wagner (Verwaltungsjurist, 1850) (1850–1892), deutscher Oberamtmann
- Alois Wagner (Pfarrer) (1875–1944), deutscher römisch-katholischer Geistlicher und Klinikdirektor
- Alois Wagner (Verwaltungsjurist, 1886) (1886–1957), deutscher Verwaltungsjurist
- Alois Wagner (Bischof) (1924–2002), österreichischer Geistlicher, Weihbischof in Linz
- Aloys Wagner (Franz Aloys Wagner; 1771–1837), deutscher Geistlicher
- Aloisia Wagner (1907–1973), deutsche Schaustellerin
- Alwin Wagner (* 1950), deutscher Diskuswerfer
- Aly Wagner (* 1980), US-amerikanische Fußballspielerin
- Anastasia Wagner (* 1990), deutsche Tennisspielerin
- André Wagner (* 1980), deutscher Fotograf und bildender Künstler
- Andrea Wagner (Fernsehautorin) (1944–2015), deutsche Dialogregisseurin, Dialogbuchautorin und Fernsehautorin
- Andrea Wagner (Autorin), deutsche Autorin
- Andrea Wagner (Filmeditorin), österreichische Filmeditorin
- Andrea Wagner (Politikerin, I), deutsche Politikerin (Die Linke)
- Andrea Wagner (Politikerin, 1975) (* 1975), österreichische Politikerin (ÖVP)
- Andrea Wagner (Model) (* 1984), österreichisches Model
- Andreas Wagner (Theologe, I), deutscher Theologe und Hochschullehrer
- Andreas von Wagner (1727–1805), deutscher Jurist
- Andreas Wagner (1797–1861), deutscher Zoologe, siehe Johann Andreas Wagner
- Andreas Wagner (Politiker, 1871) (1871–1928), deutscher Politiker, MdL Bayern
- Andreas Wagner (Fußballspieler) (* 1957), deutscher Fußballspieler
- Andreas Wagner (Politiker, 1960) (* 1960), deutscher Politiker (WASG, NPD)
- Andreas Wagner (Sänger), deutscher Sänger (Tenor)
- Andreas Wagner (Jurist) (* 1962), deutscher Jurist und Richter
- Andreas Wagner (Theologe, 1963) (* 1963), deutscher Theologe
- Andreas Wagner (Bildhauer) (* 1964), deutscher Holzbildhauer
- Andreas Wagner (Historiker) (* 1964), deutscher Historiker
- Andreas Wagner (Politiker, 1968) (* 1968), deutscher Politiker (CDU), Oberbürgermeister von Wilhelmshaven
- Andreas Wagner (Politiker, 1972) (* 1972), deutscher Politiker (Die Linke, SPD), MdB
- Andreas Wagner (Schriftsteller) (* 1974), deutscher Autor
- Andreas Wagner (Basketballtrainer) (* 1976), deutscher Basketballtrainer
- Angelika C. Wagner (1944–2023), deutsche Psychologin
- Anika Eva Wagner (* 1976), deutsche Ernährungswissenschaftlerin
- Anita Wagner (Sängerin) (* 1960), österreichische Sängerin
- Anita Wagner (Tennisspielerin) (* 1994), bosnische Tennisspielerin
- Anja Wagner (Schriftstellerin) (* 1971), deutsche Schriftstellerin
- Anja Wagner (Billardspielerin) (* 1990), deutsche Billardspielerin
- Anja Wagner-Scheid (* 1974), deutsche Politikerin (CDU)
- Anja Daniela Wagner (* 1969), deutsche Sängerin (Mezzosopran) und Fotografin
- Ann Wagner (* 1962), US-amerikanische Politikerin
- Anna Wagner (* 1914), österreichische Altersrekordlerin
- Annalise Wagner (1903–1986), deutsche Heimatforscherin
- Anna-Maria Wagner (* 1996), deutsche Judoka
- Anne Wagner-Mitchell (* 1971), deutsche Diplomatin
- Anneliese Wagner (1929–2013), US-amerikanische Lyrikerin und Übersetzerin
- Annett Wagner-Michel (* 1955), deutsche Schachspielerin
- Annette Wagner (* 1970), deutsche Leichtathletin
- Antje Wagner (* 1974), deutsche Schriftstellerin
- Anton Wagner (Buchhändler) (1917–1998), deutscher Buchhändler
- Anton Ludwig von Wagner (1725–1805), deutscher Verwaltungsjurist
- Anton Paul Wagner (1834–1895), österreichischer Bildhauer
- Antoni Józef Wagner (auch Anton Wagner; 1860–1928), polnisch-österreichischer Zoologe
- Antônio Wagner da Silva (* 1944), brasilianischer Ordensgeistlicher, Bischof von Guarapuava
- Arfst Wagner (* 1954), deutscher Verleger und Redakteur
- Armin Wagner (* 1968), deutscher Offizier und Historiker
- Arnold Wagner (1890–1980), Schweizer Politiker (KVP)
- Arthur Wagner (1883–1942), österreichischer Meteorologe
- Ashley Wagner (* 1991), US-amerikanische Eiskunstläuferin
- Astrid Wagner (* 1963), österreichische Rechtsanwältin und Autorin
- August Wagner (Organist) (1816–1896), deutscher Organist und Chorleiter
- August Wagner (Unternehmer) (1866–1946), deutscher Unternehmer, siehe Puhl & Wagner
- August Wagner (Politiker) (1903–1963), deutscher Politiker
- Augustin Wagner (1898–1945), deutscher römisch-katholischer Geistlicher und Märtyrer
- Austin Wagner (* 1997), kanadischer Eishockeyspieler
- Axel Wagner (Jurist) (* 1965), deutscher Jurist und Präsident des Landessozialgerichts
- Axel Wagner (Wissenschaftsjournalist) (* 1969), deutscher Wissenschaftsjournalist und Biologe.

### B
- Babe Wagner (1913/1914–1949), US-amerikanischer Posaunist und Bandleader
- Baldur Wagner (* 1939), deutscher Beamter
- Barbara Wagner (Eiskunstläuferin) (* 1938), kanadische Eiskunstläuferin
- Barbara Wagner (Malerin) (auch Bärbel Wagner; * 1944), deutsche Malerin
- Barbara Wagner (Historikerin) (* 1954), polnische Historikerin
- Bárbara Wagner (* 1980), brasilianische Fotografin und Videokünstlerin, siehe Bárbara Wagner & Benjamin de Burca
- Bartholomäus Wagner (um 1520–1571), deutscher Mathematiker und Mediziner
- Beáta Boglárka Wagner-Nagy (* 1970), ungarische Finnougristin
- Beate Wagner (Journalistin) (* 1970), deutsche Medizinjournalistin und Sachbuchautorin
- Beate Wagner (Politikwissenschaftlerin) (* 1962), deutsche Politikwissenschaftlerin
- Beate Wagner-Hasel (* 1950), deutsche Althistorikerin
- Beatrice Wagner (* 1982), österreichische Autorin
- Bella Wagner (* 1978), österreichische Sängerin und Songschreiberin
- Benedikt Wagner (* 1990), deutscher Fechter
- Benjamin Wagner (* 1990), deutscher Autor
- Bernd Wagner (Schriftsteller) (* 1948), deutscher Schriftsteller
- Bernd Wagner (Kulturwissenschaftler) (1948–2012), deutscher Kulturwissenschaftler
- Bernd Wagner (Kriminalist)  (* 1955), deutscher Kriminalist und Extremismusforscher
- Bernd Wagner (Jurist) (* 1957), deutscher Jurist
- Bernd Wagner (Eishockeyspieler) (* 1964), deutscher Eishockeyspieler
- Bernd Wagner (Soziologe), deutscher Hochschullehrer und Wirtschaftsethiker
- Bernd C. Wagner (* 1968), deutscher Historiker und Unternehmensberater
- Bernhard Wagner (Architekt) (1849–1921), deutscher Architekt
- Bernhard Wagner (Apotheker) (1860–1931), deutscher Apotheker und Chemiker
- Bernhard Wagner (Mediziner) (1927–1996), deutscher Chirurg
- Bernhard Wagner (Verleger) (1929–2015), deutscher Medienmanager, Verleger und Herausgeber
- Bernhard Wagner (Ingenieur) (um 1940–1999), deutscher Ingenieur
- Bernhard Wagner (* 1991), österreichischer Kabarettist, siehe Berni Wagner
- Berni Wagner (* 1991), österreichischer Kabarettist
- Bettina Wagner (Germanistin) (* 1964), deutsche Germanistin, Mittellateinerin und Bibliothekarin
- Bettina Wagner-Bergelt (* 1958), deutsche Tanzwissenschaftlerin
- Bill Wagner (1894–1951), US-amerikanischer Baseballspieler
- Birgit Wagner (Psychologin) (* 1967), deutsche Psychologin und Hochschullehrerin
- Birgit Wagner, Geburtsname von Birgit Peter (Handballspielerin) (* 1969), deutsche Handballspielerin
- Björn Wagner (* 1976), deutscher Musiker
- Bobby Wagner (* 1990), US-amerikanischer American-Football-Spieler
- Brandon Wagner (* 1987), US-amerikanischer Automobilrennfahrer
- Brigitte Wagner, Geburtsname von Brigitte Harum (1933–2020), österreichische Schriftstellerin, Übersetzerin und Lektorin
- Brigitte Wagner (Grafikerin) (Brigitte Hagenlocher-Wagner; * 1940), deutsche Grafikerin
- Brigitte Wagner (Ringerin) (* 1983), deutsche Ringerin

### C
- C. Peter Wagner (Charles Peter Wagner; 1930–2016), US-amerikanischer Theologe und Missionar
- Camille Wagner (1925–2014), luxemburgischer Fußballspieler
- Camillo Wagner (1813–1896), deutscher Politiker, Mitglied der Frankfurter Nationalversammlung
- Carina Wagner (* 2003), deutsche Fußballspielerin
- Carl Wagner (Maler, 1796) (1796–1867), deutscher Maler
- Carl Wagner (Orgelbauer), deutscher Orgelbauer
- Carl Wagner (Verleger) (1834–??), deutscher Drucker und Verleger
- Carl Wagner (1839–1923), deutscher Maler, siehe Karl Wagner (Maler, 1839)
- Carl von Wagner (1843–1907), deutscher Bauingenieur
- Carl Wagner (Unternehmer) (1845–1915), Schweizer Färbereiunternehmer und Korallensammler
- Carl Wagner (Schauspieler) (1865–1928), österreichischer Schauspieler
- Carl Wagner (Musiker) (auch Karl Wagner; 1873–1950), deutscher Klarinettist
- Carl Wagner (1886–1966), deutscher Bildhauer, siehe Karl Wagner (Bildhauer)
- Carl Wagner (Chemiker) (1901–1977), deutscher Chemiker
- Carl Wagner (Maler, 1906)  (1906–??), deutscher Maler
- Carl Friedrich Wagner (1891–1981), deutscher Lehrer und Reformpädagoge
- Carl-Ludwig Wagner (1930–2012), deutscher Politiker (CDU)
- Carl Robert Wagner (1859–1931), deutscher Unternehmer und Konstrukteur
- Carl Theodor Wagner (Politiker) (1808–??), deutscher Lehrer und Politiker, MdL Sachsen
- Carl Theodor Wagner (Uhrmacher) (1826–1907), deutscher Uhrmacher und Unternehmer
- Carlo Wagner (1953–2021), luxemburgischer Politiker
- Carola Wagner (Schauspielerin) (1902–1982), deutsche Schauspielerin
- Carola Wagner (Chemikerin) (* 1966), deutsche Chemikerin und Richterin am Bundespatentgericht
- Carolin Wagner (* 1982), deutsche Politikerin (SPD), MdB
- Carsten A. Wagner (* 1970), deutscher Physiologe
- Catherine Wagner (* 1953), US-amerikanische Fotografin und Konzeptkünstlerin
- Charles Wagner (1821–1869), deutscher Jesuit und Architekt, siehe Karl Wagner (Jesuit)
- Charles Wagner (Theologe) (1852–1918), französischer Theologe und Pastor
- Charles Wagner (Fußballspieler) (1922–1983), französischer Fußballspieler
- Charles Philip Wagner (1876–1964), US-amerikanischer Romanist und Hispanist
- Charly Wagner (1941–2020), deutscher Radioansager und -moderator
- Chris Wagner (Eishockeyspieler) (Christopher Wagner; * 1991), US-amerikanischer Eishockeyspieler
- Chris Wagner (Komponist), US-amerikanischer Komponist
- Christean Wagner (1943–2025), deutscher Politiker (CDU)
- Christel Wagner-Watzlawski (1933–2025), deutsche Politikerin (CDU)
- Christhard Wagner (* 1955), deutscher Theologe
- Christian Wagner (Jurist), deutscher Rechtswissenschaftler und Hochschullehrer
- Christian Wagner (Schriftsteller) (1835–1918), deutscher Schriftsteller
- Christian Wagner (Musiker) (um 1910–nach 1943), französischer Jazzmusiker
- Christian Wagner (Fernsehregisseur), deutscher Fernsehregisseur
- Christian Wagner (Altphilologe) (* 1953), österreichischer Altphilologe
- Christian Wagner (Filmregisseur) (* 1959), deutscher Filmregisseur und Drehbuchautor
- Christian Wagner (Architekt) (* 1960), Schweizer Architekt und Hochschullehrer
- Christian Wagner (Filmeditor), US-amerikanischer Filmeditor
- Christian Wagner (Tennisspieler) (* 1970), deutscher Tennisspieler
- Christian Wagner (Physiker) (* 1971), deutscher Physiker und Hochschullehrer
- Christian Wagner (Politiker) (* 1971), deutscher Politiker (CDU), Bürgermeister von Nettetal
- Christian Wagner-Ahlfs (* 1967/1968), deutscher Chemiker und Journalist
- Christian Adolph Wagner (1801–1874), deutscher Glasfabrikant und Bürgermeister
- Christian Ehrenfried Wilhelm Wagner (1771–1829), deutscher Theologe, Pfarrer und Autor
- Christian Georg Wagner (1762–1851), deutscher Jurist
- Christian Ludwig Heinrich Wagner (1783–1863), deutscher Schriftsteller
- Christian Ulrich Wagner d. Ä. (1686–1763), deutscher Buchdrucker, Druckereigründer und Verleger
- Christian Ulrich Wagner d. J. (1722–1804), deutscher Buchdrucker
- Christine Wagner (* 1962), deutsche Rechtswissenschaftlerin, siehe Christine Langenfeld
- Christine Wagner (Fußballspielerin) (* 1979), deutsche Fußballspielerin
- Christine Jacobs-Wagner (* 1968), belgisch-amerikanische Biologin
- Christof Wagner (1869–1936), deutscher Forstwissenschaftler und Hochschullehrer
- Christoph Wagner (Forstwissenschaftler) (1869–1936), deutscher Forstwissenschaftler und Hochschullehrer
- Christoph Wagner (Musikphysiologe) (1931–2013), deutscher Musikphysiologe
- Christoph Wagner (Kochbuchautor) (1954–2010), österreichischer Kochbuchautor
- Christoph Wagner (Musikjournalist) (* 1956), deutscher Musikjournalist
- Christoph Wagner (Kunsthistoriker) (* 1964), deutscher Kunsthistoriker
- Christoph Wagner-Binder (* 1991), österreichischer Fußballspieler
- Christoph Wagner-Trenkwitz (* 1962), österreichischer Dramaturg und Musikwissenschaftler
- Christoph Maria Wagner (* 1966), deutscher Komponist, Dirigent und Pianist
- Chriz Wagner (Christian Michael Wagner; * 1972), deutscher Schriftsteller
- Chuck Wagner (* 1958), US-amerikanischer Schauspieler
- Clara Wagner (1839–1873), deutsche Landschaftsmalerin
- Claude Wagner (Politiker) (1925–1979), kanadischer Richter und Politiker
- Claude Wagner (Schachspieler) (* 1967), französischer Schachspieler
- Claudia Wagner, deutsche Klassische Archäologin
- Claus Wagner (Sportfunktionär) (1947–2016), deutscher Tischtennisfunktionär
- Claus Wagner (Ingenieur) (Claus Albrecht Wagner; * 1962), deutscher Ingenieur und Hochschullehrer
- Claus Wagner (Schlagzeuger) (* 1965), deutscher Schlagzeuger
- Claus von Wagner (* 1977), deutscher Kabarettist und Autor
- Conny Wagner (1945–2016), deutscher Radiomoderator, Bandleader und Produzent
- Constanze Wagner (Künstlerin) (1943–2021), südafrikanisch-deutsche Künstlerin
- Constanze Wagner (Leichtathletin) (* 1963), deutsche Ultramarathonläuferin
- Cornelia Paczka-Wagner (1864–nach 1930), deutsche Malerin und Grafikerin
- Cornelius Wagner (1870–1956), deutscher Maler
- Cosima Wagner (1837–1930), deutsche Festspielleiterin

### D
- Dagmar Wagner-Robertz (1944–1991), deutsche Ethnologin und Afrikanistin
- Dajuan Wagner (* 1983), US-amerikanischer Basketballspieler
- Dana Wagner (* 1983), deutsche Triathletin
- Daniel Wagner (Chemiker) (1800–1890), österreich-ungarischer Chemiker, Pharmazeut und Apotheker
- Daniel Wagner (Schauspieler) (* 1980), kasachisch-deutscher Schauspieler
- Daniel Wagner (Psychologe) (* 1983), deutscher Psychologe, Neurowissenschaftler, Psychotherapeut, Coach, Paarberater und Kolumnist
- Daniel Wagner (Fußballspieler) (* 1987), deutscher Fußballspieler
- Daniel Wagner (Kabarettist) (* 1984), deutscher Slam Poet und Kabarettist
- Daniel Ernst Wagner (1739–vor 1810), deutscher Jurist, Pädagoge und Autor
- Daniela Wagner (* 1957), deutsche Politikerin
- Daphne Wagner (* 1946), deutsche Schauspielerin
- David Wagner (Kaufmann), deutscher Kaufmann
- David Wagner (Schauspieler), US-amerikanischer Schauspieler und Drehbuchautor
- David Wagner (Künstler) (* 1966), österreichischer Pianist, Komponist und Autor
- David Wagner (* 1971), deutsch-US-amerikanischer Fußballspieler und -trainer
- David Wagner (Schriftsteller) (* 1971), deutscher Schriftsteller
- David Wagner (Kryptologe) (* 1974), US-amerikanischer Kryptologe
- David Wagner (Fußballspieler, 1974) (* 1974), deutscher Fußballspieler
- David Wagner (Rollstuhltennisspieler) (* 1974), US-amerikanischer Rollstuhltennisspieler
- David Wagner (Regisseur) (* 1982), österreichischer Filmregisseur und Drehbuchautor
- Delia-Deborah Wagner, Geburtsname von Delia Marti (* 1986), deutsche Schauspielerin
- Dennis Wagner (* 1997), deutscher Schachspieler
- Dick Wagner (1942–2014), US-amerikanischer Gitarrist und Songwriter
- Dieter Wagner (Physiker) (1931–2014), deutscher Physiker und Hochschullehrer
- Dieter Wagner (Verfassungsschützer) (* 1932/1933), deutscher Verfassungsschützer
- Dieter Wagner (Schauspieler) (* 1934), deutscher Schauspieler
- Dieter Wagner (Journalist) (1935–1972), deutscher Journalist
- Dieter Wagner (Verleger) (1941–2004), deutscher Drucker, Buchgestalter und Verleger
- Dieter Wagner (Künstler) (* 1943), deutscher Maler und Konzeptkünstler
- Dieter Wagner (Manager) (* 1946), deutscher Industriemanager
- Dieter Wagner (Wirtschaftswissenschaftler) (* 1947), deutscher Wirtschaftswissenschaftler
- Dieter Wagner (Fußballspieler) (* 1954), deutscher Fußballspieler
- Dieter Schubmann-Wagner (* 1950), deutscher Jurist und Verwaltungsbeamter
- Dietrich Wagner (Amtmann) (1609–1668), deutscher Rittergutsbesitzer und Amtmann
- Dietrich Wagner (1944–2023), deutscher Ingenieur und Demonstrant
- Dinara Wagner (* 1999), kalmückische Schachspielerin
- Dirk Wagner (* 1971), deutscher Tischtennistrainer
- Dominik Wagner (Perkussionist), deutscher Perkussionist
- Dominik Wagner (Kabarettist) (* 1985), deutscher Kabarettist, Autor und Regisseur
- Dominik Wagner (Trompeter) (Dominik Bix Wagner; * 1986), deutscher Jazztrompeter
- Dominik Wagner (Naturbahnrodler), österreichischer Naturbahnrodler
- Dominik Wagner (Bassist) (* 1997), österreichischer Kontrabassist
- Dora Wagner (1908–2005), deutsche Harfenistin
- Dorian Wagner (* 1983), deutscher Triathlet
- Doris Wagner (Politikerin) (* 1963), deutsche Politikerin (Bündnis 90/Die Grünen), MdB
- Doris Wagner (Biologin), deutsche Molekularbiologin und Hochschullehrerin
- Doris Wagner (* 1983), deutsche Theologin, Philosophin und Autorin, siehe Doris Reisinger
- Dorothea Wagner (* 1957), deutsche Informatikerin und Hochschullehrerin

### E
- Earl T. Wagner (1908–1990), US-amerikanischer Politiker
- Eberhard Wagner (Archäologe) (1930–1999), deutscher Prähistoriker und Archäologe
- Eberhard Wagner (Mundartforscher) (* 1938), deutscher Mundartforscher
- Eberhard Wagner (Maler) (* 1957), deutscher Maler
- Eberhard Wagner (Schriftsteller) (* 1961), österreichischer Schriftsteller und Schauspieler
- Edgar Wagner (* 1950), deutscher Jurist
- Edith Haberland-Wagner (1899–1996), deutsche Stifterin, siehe Edith-Haberland-Wagner Stiftung
- Edmund Wagner (1830–1859), deutscher Maler
- Eduard Wagner (Kartograf) (1811–1885), deutscher Kartograf
- Eduard Wagner (Politiker) (1868–1943), deutscher Jurist und Politiker, MdR
- Eduard Wagner (Bergsteiger) (1870–1913), österreichischer Maschineningenieur, Bergsteiger und Ballonfahrer
- Eduard Wagner (General) (1894–1944), deutscher General der Artillerie
- Eduard Wagner (Entomologe) (1896–1978), deutscher Entomologe
- Eduard Wagner (Waffenhistoriker) (1905–1984), tschechischer Waffenhistoriker und Autor
- Edward Wagner (Bildhauer) (auch Edward Q. Wagner; 1855–1922), deutsch-US-amerikanischer Bildhauer
- Edward H. Wagner (Edward Harris Wagner; * 1940), US-amerikanischer Epidemiologe und Gesundheitswissenschaftler
- Edward K. Wagner (1940–2006), US-amerikanischer Virologe
- Edward Willett Wagner (1924–2001), US-amerikanischer Koreanist und Historiker
- Elisabeth Wagner (* 1954), deutsche Bildhauerin und Hochschullehrerin
- Ellen Wagner, Ehename von Ellen Drexel (1919–2002), deutsche Tänzerin
- Elsa Wagner (1881–1975), deutsche Schauspielerin
- Emil Wagner (Politiker) (1807–1848), deutscher Theologe und Politiker, Mitglied der Bayerischen Ständeversammlung
- Emil Wagner, Pseudonym von Ludwig Walesrode (1810–1889), deutscher Journalist, Schriftsteller und Übersetzer
- Emil von Wagner (Fabrikant) (1814–1897), deutscher Fabrikant
- Emil Wagner (Jurist) (1820–1888), deutscher Jurist und Politiker, Mitglied der Frankfurter Nationalversammlung
- Emil Wagner (Historiker) (1836–1918), deutscher Historiker
- Emil von Wagner (General) (1857–nach 1911), österreichischer Feldmarschallleutnant
- Emil Wagner (Landrat) (1891–1975), deutscher Unternehmer und Landrat
- Emil Wagner (Fabrikant, 1898) (1898–1962), Schweizer Fabrikant
- Emil Wagner (MfS-Mitarbeiter) (* 1921), deutscher Mitarbeiter im Ministerium für Staatssicherheit
- Emil Richard Wagner (1871–1950), deutscher Komponist
- Emily Wagner, US-amerikanische Schauspielerin und Künstlerin
- Enno Wagner (* 1973), deutscher Ingenieurwissenschaftler
- Eric Wagner (1959–2021), US-amerikanischer Sänger
- Erica Wagner (* 1967), US-amerikanische Literaturkritikerin
- Erich Wagner (Maler, 1876) (1876–1957), deutscher Maler
- Erich Wagner (Maler, 1890) (1890–1974), österreichischer Maler
- Erich Wagner (Politiker) (1902–1989), österreichischer Politiker (NSDAP), Salzburger Landtagsabgeordneter
- Erich Wagner (Ingenieur) (1904–nach 1966), deutscher Textilingenieur
- Erich Wagner (Mediziner) (1912–1959), deutsch-österreichischer Mediziner und SS-Sturmbannführer
- Erich Wagner (SS-Mitglied, 1916) (1916–1960), deutscher SS-Obersturmführer
- Erich Wagner (Architekt) (* 1948), österreichischer Architekt
- Erich Wagner (Fußballspieler) (* 1965), österreichischer Fußballspieler
- Erik Wagner (* 1965), deutscher Fußballspieler
- Erika Wagner (Geographin) (1920–2006), deutsche Geographin und Geographiedidaktikerin
- Erika Wagner (Politikerin) (1933–2011), deutsche Politikerin (SPD)
- Erika Wagner (Rechtswissenschaftlerin) (* 1972), österreichische Rechtswissenschaftlerin
- Erika Stiedry-Wagner (1890–1974), baltendeutsche Schauspielerin, Sängerin und Rezitatorin
- Erna Wagner (Politikerin) (1903–1982), deutsche Politikerin (SPD) und Gewerkschafterin
- Erna Wagner-Hehmke (1905–1992), deutsche Fotografin
- Ernst Wagner (Archäologe) (1832–1920), deutscher Archäologe
- Ernst Wagner (Glasfabrikant) (1836–1902), deutscher Glasfabrikant
- Ernst Wagner (Politiker, 1849) (1849–1922), Schweizer Politiker (FDP)
- Ernst Wagner (General) (1854–1923), deutscher General der Infanterie
- Ernst Wagner (Politiker, 1860) (1860–1917), deutscher Verwaltungsjurist und Politiker
- Ernst Wagner (Maschinenfabrikant, Reutlingen) (1862–1946), deutscher Fabrikant
- Ernst Wagner (Physiker) (1876–1928), deutscher Physiker
- Ernst Wagner (Maler) (1877–1951), österreichischer Maler
- Ernst Wagner (Architekt) (1878–1954), deutscher Architekt
- Ernst Wagner (Theologe) (1878–1966), deutscher Theologe
- Ernst Wagner (Strickwarenfabrikant) (1883–1963), deutscher Fabrikant und Theaterleiter
- Ernst Wagner (Maschinenfabrikant, Apolda) (1883–1971), deutscher Fabrikant
- Ernst Wagner (Politiker, 1901) (1901–1982), österreichischer Politiker (ÖVP), Tiroler Landtagsabgeordneter
- Ernst Wagner (Schauspieler) (1904–1941), österreichisch-ungarischer Schauspieler
- Ernst Wagner (Chemiker) (1907–1961), österreichischer Chemiker
- Ernst Wagner (Agronom) (1921–1996), siebenbürgischer Agrarwissenschaftler und Landeskundler
- Ernst Wagner (Unternehmer) (1929–1999), deutscher Unternehmer
- Ernst Wagner (Mediziner) (1944–2019), deutscher Chirurg
- Ernst Wagner (Biochemiker) (* 1960), österreichischer Biochemiker und Hochschullehrer für Pharmazeutische Biologie/Biotechnologie
- Ernst Wagner-Hohenlobbese (1866–1935), deutscher Sportschütze
- Ernst August Wagner (1874–1938), deutscher Massenmörder
- Ernst Bernhard Wagner (1760–1828), württembergischer Kaufmann und Landtagsabgeordneter
- Ernst David Wagner (1806–1883), deutscher Komponist, Organist und Musikpädagoge
- Ernst L. Wagner (Ernst Leberecht Wagner; 1829–1888), deutscher Pathologe
- Ernst-Ludwig Wagner (* 1950), deutscher Politiker (SPD)
- Ernst Michael Wagner (1886–1963), österreichischer Maler
- Ernst Wilhelm Wagner (1857–nach 1927), deutscher Philologe und Lehrer
- Erwin Wagner (Verwaltungsbeamter) (1878–1970), deutscher Verwaltungsbeamter
- Erwin F. Wagner (* 1950), österreichischer Biochemiker und Genetiker
- Eugen Wagner (Kreisrat) (1865–1939), Kreisrat im Großherzogtum Hessen
- Eugen Wagner (Bildhauer) (1870–1942), deutscher Bildhauer
- Eugen Wagner (Politiker) (* 1942), deutscher Politiker (SPD)
- Eva Wagner (Schauspielerin), Schauspielerin
- Eva Wagner (Malerin) (* 1967), österreichische Malerin
- Eva Wagner (Autorin), deutsche Biologin und Autorin
- Eva Wagner-Pasquier (* 1945), deutsche Theatermanagerin
- Eva Ellen Wagner (* 1984), deutsche Rechtswissenschaftlerin und Hochschullehrerin
- Ewald Wagner (Orientalist) (* 1927), deutscher Orientalist
- Ewald Wagner (Politiker) (* 1941), österreichischer Politiker (SPÖ)

### F
- F. William Wagner (Frederick William Wagner; * 1917), US-amerikanischer Orthopäde
- Fabian Wagner (* 1978), deutscher Kameramann
- Fabian A. Wagner (* 1981), deutscher Architekt
- Fabio Wagner (* 1995), deutscher Eishockeyspieler
- Falk Wagner (1939–1998), österreichischer Theologe
- Falk-Constantin Wagner (* 1989), deutscher Sozialwissenschaftler und Politiker (SPD), MdBB
- Felix Wagner, Pseudonym des österreichischen Schriftstellers Joachim Lederer (1808–1876)
- Felix Wagner (Schiedsrichter) (* 2000), deutscher Fußballschiedsrichter
- Ferdinand Wagner (Maler, 1819) (1819–1881), deutscher Maler
- Ferdinand Wagner (Maler, 1847) (1847–1927), deutscher Maler
- Ferdinand Wagner (Dirigent) (1898–1926), deutscher Dirigent
- Fidel Wagner (1912–1945), deutscher Skilangläufer und Nordischer Kombinierer
- Florian Wagner (Schauspieler) (* 1976), deutscher Schauspieler
- Florian Wagner (Historiker) (* 1982), Historiker und Hochschullehrer
- Florian Wagner (Musiker) (* 1990), deutscher Musiker und Kabarettist
- Florian Wagner-von Papp (* 1973), deutscher Rechtswissenschaftler
- Francisco Sosa Wagner (* 1946), spanischer Jurist, Schriftsteller und Politiker
- Frank Wagner (Verleger) (1929–1997), deutscher Verleger und Autor
- Frank Wagner (Politiker, 1955) (* 1955), US-amerikanischer Politiker (Republikaner)
- Frank Wagner (Leichtathlet) (* 1970), deutscher Ultratrailläufer
- Frank Wagner (Politiker) (* 1977), deutscher Politiker (CDU)
- Frank Wagner (Radsportler) (* 1990), deutscher Radsportler
- Frank Christian Wagner (* 1983), deutscher Regisseur, Drehbuchautor und Produzent
- Franz Wagner (Maler) (1810–1883), deutscher Maler und Lithograf
- Franz Wagner (Politiker, 1849) (1849–1931), österreichischer Politiker (CSP), Reichsratsabgeordneter
- Franz Wagner (Politiker, 1860) (1860–1929), österreichischer Politiker (DnP), Reichsratsabgeordneter
- Franz von Wagner (auch Franz von Wagner-Kremsthal; um 1861–1925), deutscher Zoologe
- Franz Wagner (Politiker, 1872) (1872–1958), österreichischer Politiker (CS), Oberösterreichischer Landtagsabgeordneter
- Franz Wagner senior (1872–1960), österreichischer Architekt
- Franz Wagner (Kapellmeister) (1894–1975), deutscher Kapellmeister und Pianist
- Franz Wagner (Ringer), österreichischer Ringer
- Franz Wagner junior (1904–1967), österreichischer Architekt
- Franz Wagner (Fußballspieler, I), deutscher Fußballspieler
- Franz Wagner (Fußballspieler, 1911) (1911–1974), österreichisch-deutscher Fußballspieler
- Franz Wagner (Handballspieler) (* 1948), deutscher Handballspieler
- Franz Wagner (Basketballspieler) (* 2001), deutscher Basketballspieler
- Franz Adam Wagner (1869–1956), deutscher Politiker (Zentrum)
- Franz Alfred Wagner (* 1957), deutscher Gesundheits- und Krankenpfleger
- Franz-Josef Wagner (Komponist) (1885–1972), deutscher Pädagoge und Kirchenkomponist
- Franz Josef Wagner (* 1943), deutscher Journalist
- Franz-Josef Wagner (Aktivist) (* 1955), deutscher Psychiatrie-Erfahrener
- Franz Joseph Wagner (1886–1972), deutscher Maler und Grafiker
- Franz Michael von Wagner (1768–1851), deutscher Montanist
- Franz Reinhard Wagner (1824–1900), Verleger und Stadtrat in Leipzig
- Franz Robert Wagner (* 1944), österreichischer Schauspieler und Sprecher
- Franz W. Wagner (* 1944), deutscher Wirtschaftswissenschaftler
- Franz Xaver Wagner (Politiker) (1805–1879), Schweizer Politiker und Dichter
- Franz Xaver Wagner (Zeichner) (1810–1859), deutscher Anatomiezeichner
- Franz Xaver Wagner (Erfinder) (1837–1907), deutscher Konstrukteur und Erfinder
- Franz Xaver Wagner (Satiriker) (1939–2011), deutscher Satiriker
- Frederike Wagner (* 1980), deutsche Harfenistin
- Fridolin Wagner (* 1997), deutscher Fußballspieler
- Friedelind Wagner (1918–1991), deutsche Schriftstellerin und Opernregisseurin
- Frieder Wagner (* 1942), deutscher Filmproduzent
- Friederike Wagner (* 1962), deutsche Schauspielerin
- Friedrich Wagner (Historiker, 1586) (1586–1620), deutscher Historiker und Hochschullehrer
- Friedrich Wagner (Theologe) (1693–1760), deutscher Pastor
- Friedrich Wagner (Politiker) (1792–1862), deutscher Politiker, Oberbürgermeister von Freiburg im Breisgau
- Friedrich Wagner (Kupferstecher) (1803–1876), deutscher Kupferstecher
- Friedrich Wagner (Stenograf) (1816–1892), deutscher Lehrer und Stenograf
- Friedrich Wagner (Historiker, 1845) (1845–1903), deutscher Lehrer und Historiker
- Friedrich Wagner (Geistlicher) (1867–1943), deutscher katholischer Theologe
- Friedrich Wagner (Archäologe) (1887–1963), deutscher Archäologe
- Friedrich Wagner (Richter) (1895–1977), deutscher Richter
- Friedrich Wagner (Fußballspieler, I), österreichischer Fußballspieler
- Friedrich Wagner (Soziologe) (1906–1974), deutscher Soziologe
- Friedrich Wagner (Musiker) (1909–1996), deutscher Oboist
- Friedrich Wagner (Mediziner) (1910–nach 1978), deutscher Augenarzt und Hochschullehrer
- Friedrich Wagner (Architekt) (1931–2018), deutscher Ingenieur, Architekt und Hochschullehrer
- Friedrich Wagner (Physiker) (* 1943), deutscher Physiker
- Friedrich Wagner (Fußballspieler, 1958) (1958–2002), deutscher Fußballspieler
- Friedrich Wagner-Poltrock (1883–1961), deutscher Architekt, Zeichner, Grafiker und Dichter
- Friedrich A. Wagner (1914–2007), deutscher Journalist und Reiseschriftsteller
- Friedrich August Wagner (1775–1856), deutscher Arzt und Archäologe
- Friedrich Erhard Wagner (1759–1813), deutscher Maler
- Friedrich Ernst Wagner (1796–1872), russischer Generalleutnant
- Friedrich Heinrich Wagner (1810–1890), deutscher Apotheker und Bürgermeister
- Friedrich Heinrich Wilhelm von Wagner (1748–1819), deutscher Jurist und Kammerfunktionär
- Friedrich Ludwig Wagner (Theologe) (1764–1835), deutscher Theologe, Pädagoge und Bibliothekar
- Friedrich Ludwig Wagner (Ingenieur) (1800–1868), deutscher Vermessungsingenieur
- Friedrich Ludwig Wagner (Landrat) (1910–1999), deutscher Landrat, Historiker, Heimatforscher und Herausgeber
- Friedrich Wilhelm Wagner (Philologe) (1814–1857), deutscher Klassischer Philologe
- Friedrich Wilhelm Wagner (Politiker, 1817) (1817–1879), deutscher Politiker, MdL Baden
- Friedrich Wilhelm Wagner (Jurist, 1850) (1850–1917), deutscher Jurist
- Friedrich Wilhelm Wagner (Schriftsteller) (1892–1931), deutscher Schriftsteller
- Friedrich Wilhelm Wagner (Politiker, 1894) (1894–1971), deutscher Jurist und Politiker (SPD), MdB
- Fritz Wagner (Politiker, 1862) (1862–1936), deutscher Beamter und Politiker, MdR
- Fritz Wagner (Maler, 1872) (1872–1948), Schweizer Maler
- Fritz Wagner (Entomologe) (1873–1938), österreich-ungarischer Entomologe
- Fritz Wagner (Politiker, 1895) (1895–1962), deutscher Politiker (SPD, SED)
- Fritz Wagner (Maler, 1896) (1896–1939), deutscher Maler
- Fritz Wagner (Schauspieler, 1899) (1899–1979), deutscher Schauspieler
- Fritz Wagner (Maler, 1902) (1902–1976), deutscher Maler
- Fritz Wagner (Historiker) (1908–2003), deutscher Historiker
- Fritz Wagner (Fussballspieler) (1913–1987), Schweizer Fußballspieler
- Fritz Wagner (Agrarwissenschaftler) (1911–nach 1974), deutscher Pflanzenpathologe
- Fritz Wagner (Schauspieler, 1915) (1915–1982), deutscher Schauspieler und Hörspielsprecher
- Fritz Wagner (Fluchthelfer), deutscher Fluchthelfer
- Fritz Wagner (Agronom) (1928–2016), deutscher Agraringenieur und Autor
- Fritz Wagner (Biochemiker) (1929–1996), deutscher Biochemiker und Hochschullehrer
- Fritz Wagner (Mediziner) (1929–2023), deutscher Gynäkologe
- Fritz Wagner (Philologe) (1934–2011), deutscher Philologe
- Fritz Wagner (Architekt) (* 1935), Schweizer Architekt
- Fritz Wagner (Verleger) (* 1952), deutscher Verleger, Autor, Maler und Grafikdesigner
- Fritz Arno Wagner (1889–1958), deutscher Kameramann

### G
- Gabi Wagner (* 1958), deutsche Grafikerin
- Gabriel Wagner (Mathematiker) (1660–1717), deutscher Mathematiker und Naturwissenschaftler
- Gabriel Wagner (Politiker) (* 1940), österreichischer Politiker (ÖVP, FPÖ), Burgenländischer Landtagsabgeordneter
- Georg Wagner († 1527), deutscher Täufer und Märtyrer, siehe Carpentarius
- Georg Wagner (Orgelbauer) (um 1560–1635), deutscher Orgelbauer
- Georg Wagner (Politiker, I), deutscher Politiker (DNVP), MdL Sachsen
- Georg Wagner (Politiker, 1799) (1799–1859), deutscher Landwirt und Mitglied des Nassauischen Landtags
- Georg Wagner (1802–1859), deutscher Politiker, MdL Waldeck-Pyrmont, siehe Georg Wagener (Politiker, 1802)
- Georg Wagner (Pädagoge) (1844–1921), deutscher Pädagoge
- Georg Wagner (1849–1903), russischer Chemiker, siehe Jegor Jegorowitsch Wagner
- Georg Wagner (Verleger) (1864–nach 1917), deutscher Zeitungsverleger
- Georg Wagner (Politiker, 1867) (1867–1935), deutscher Arzt, Landrat und Politiker (SPD, USPD, KPD)
- Georg Wagner (Heimatforscher) (1876–1955), deutscher Lehrer und Heimatforscher
- Georg Wagner (Geologe) (1885–1972), deutscher Geologe
- Georg Wagner (Rassenhygieniker) (1889–nach 1945), deutscher Rassenhygieniker und SS-Mitglied
- Georg Wagner (Verlagsleiter) (1897–1956), deutscher Verlagsleiter
- Georg Wagner (Volkskundler) (1915–1991), deutscher Priester, Theologe und Volkskundler
- Georg Wagner (Historiker) (1916–1985), österreichischer Historiker und Publizist
- Georg Wagner (1930–1993), deutscher Theologe und Erzbischof, siehe Georg von Eudokias
- Georg Wagner (Unternehmer) (* 1954), deutscher Unternehmer
- Georg Wagner-Kyora (* 1962), deutscher Historiker und Hochschullehrer
- Georg August Wagner (1873–1947), deutscher Gynäkologe und Geburtshelfer
- Georg Carl Andreas Wagner (1794–1854), deutscher Schauspieler und Theaterinspizient
- Georg Friedrich Wagner (1818–1880), deutscher Orgelbauer
- Georg Gottfried Wagner (1698–1756), deutscher Kantor und Komponist
- Georg Henrich Wagner (um 1610–1686), deutscher Orgelbauer
- Georg-Michael Wagner (1924–2008), deutscher Schauspieler
- Georg Wilhelm Wagner (Jurist) (1715–1780), deutscher Jurist und Hochschullehrer
- Georg Wilhelm Justin Wagner (1793–1874), deutscher Geograph, Historiker und Politiker
- Georg von Wagner (General, 1810) (1810–1888), sächsischer Generalmajor
- Georg von Wagner (General, 1852) (1852–1905), sächsischer Generalmajor

- George Wagner (Zoologe) (1873–1954), US-amerikanischer Zoologe
- George R. Wagner (Gorgeous George; 1915–1963), US-amerikanischer Wrestler
- Gerald Wagner (* 1962), deutscher Fußballspieler
- Gerald Wagner (Journalist) (* 1964), deutscher Journalist und Autor
- Gerard Wagner (Maler) (1906–1999), deutscher Anthroposophischer Maler und Pädagoge
- Gerd Rainer Wagner (* 1947), deutscher Wirtschaftswissenschaftler und Hochschullehrer
- Gerd Wagner (1942–1997), deutscher Diplomat
- Gerd-Christian Wagner (* 1964), deutscher Politiker (SPD)
- Gerhard Wagner (Mediziner) (1888–1939), deutscher Mediziner und Politiker (NSDAP), MdR
- Gerhard Wagner (Admiral) (1898–1987), deutscher Marineoffizier
- Gerhard Wagner (Musiker, I), deutscher Violinist
- Gerhard Wagner (Politiker) (1922–nach 1976), deutscher Berufsschuldirektor und Politiker (LDPD), MdV
- Gerhard Wagner (Musiker, 1936) (1936–2010), deutscher Kirchenmusiker, Hochschullehrer und Herausgeber
- Gerhard Wagner (Diplomat) (1938–2011), österreichischer Diplomat
- Gerhard Wagner (Fußballspieler) (* 1944), deutscher Fußballspieler
- Gerhard Wagner (Biochemiker) (* 1945), deutscher Biochemiker
- Gerhard Wagner (Ingenieur) (* 1946), deutscher Maschinenbauingenieur und Hochschullehrer
- Gerhard Wagner (Publizist) (1948–2013), deutscher Kulturphilosoph und Wissenschaftspublizist
- Gerhard Wagner (Schriftsteller) (1950–2011), deutscher Schriftsteller
- Gerhard Wagner (Buchhändler) (* 1951), deutscher Schriftsteller
- Gerhard Wagner (Priester) (* 1954), österreichischer Priester
- Gerhard Wagner (Autor) (* 1954), deutscher Autor
- Gerhard Wagner (Soziologe) (* 1958), deutscher Soziologe
- Gerhard Wagner (Jurist) (* 1962), deutscher Jurist
- Gerhart Wagner (* 1920), Schweizer Lehrer, Zoologe und Geologe
- Gerhard Friedrich Wagner (1769–1846), Tuchhändler, Senator der Stadt Osnabrück
- Germain Wagner (* 1956), luxemburgischer Schauspieler
- Gernot Wagner (Dirigent) (1934–2014), deutscher Dirigent und Musikpädagoge
- Gernot Wagner (* 1980), österreichischer Ökonom und Autor
- Gert Georg Wagner (1953–2024), deutscher Wirtschafts- und Sozialwissenschaftler
- Gertraud Wagner-Schöppl (* 1956), österreichische Tierärztin und Politikerin (ÖVP)
- Gertrud Wagner (1907–1992), österreichische Soziologin und Wirtschaftswissenschaftlerin
- Gertrude Wagner (1925–2009), österreichische Schachspielerin und Schachschiedsrichterin
- Gottfried Wagner (1830–1892), deutscher Chemiker, siehe Gottfried Wagener
- Gottfried Wagner (Schriftsteller) (Pseudonym Hugo Waldvogel; 1886–1968), Schweizer Lehrer und Mundartschriftsteller
- Gottfried Wagner (Botaniker) (* 1943), deutscher Botaniker und Hochschullehrer
- Gottfried Wagner (Regisseur) (* 1947), deutscher Opernregisseur, Multimediaregisseur und Publizist
- Gottfried Jacob Alexander Wagner-Lindheimer (1796–1874), deutscher Politiker, Mitglied des Gesetzgebenden Körpers der Freien Stadt Frankfurt
- Gottlieb Wagner (Gastronom) (Samiel; 1794–1878), deutscher Gastwirt
- Gottlieb Wagner (Politiker) (1838–nach 1894), deutscher Landwirt und Politiker (DP)
- Gottlieb Wagner (Pfarrer) (1858–1940), evangelisch-lutherischer Pfarrer und Heimatforscher
- Gottlieb Friedrich Wagner (1774–1839), deutscher Lehrer und Schriftsteller
- Gudrun Wagner (1944–2007), deutsche Festspielorganisatorin
- Günter Wagner (Anthropologe) (1908–1952), deutscher Anthropologe und Afrikanist
- Günter Wagner (Schriftsteller) (Pseudonym Wally Jacobs; 1925–1997), deutscher Schriftsteller und Lehrer
- Günter Wagner (Theologe) (1928–2013), deutscher Theologe
- Günter Wagner (Bildhauer) (* 1955), deutscher Bildhauer
- Günter Wagner (Ökotrophologe) (* 1956), deutscher Ökotrophologe und Autor
- Günter Wagner (Politiker) (* 1982), österreichischer Politiker (FPÖ)
- Günter P. Wagner (Günter Paul Wagner; * 1954), österreichischer Evolutionsbiologe
- Günther Wagner (Unternehmer) (1842–1930), deutscher Chemiker und Unternehmer
- Günther Wagner (Chemiker) (1925–1999), deutscher Pharmazeutischer Chemiker und Hochschullehrer
- Günther Wagner (Agrarwissenschaftler) (1925–2004), deutscher Agrarwissenschaftler
- Günther Wagner (Wrestler) (1944–2021), deutscher Wrestler und Schauspieler
- Günther A. Wagner (Günther Adolf Wagner; * 1941), deutscher Geologe
- Günther-Christean Wagner (1943–2025), siehe Christean Wagner
- Gustav Wagner (Unternehmer) (1861–1919), deutscher Konstrukteur und Unternehmer
- Gustav Wagner (Feuerwehrmann) (1880–1946), deutscher Feuerwehrmann
- Gustav Wagner (General) (1890–1951), deutscher Generalmajor
- Gustav Wagner (Chemiker) (1895–1975), deutscher Chemiker und Hochschullehrer
- Gustav Wagner (Bobfahrer) (1901–1972), luxemburgischer Bobfahrer
- Gustav Wagner (SS-Mitglied) (1911–1980), deutscher SS-Oberscharführer
- Gustav Wagner (Mediziner) (1918–2006), deutscher Hautarzt und Medizininformatiker
- Gustav Friedrich Wagner (1847–1917), deutscher Schopenhauer-Forscher
- Gustav Heinrich Wagner (1820–1878), deutscher Altphilologe und Lehrer
- Gustav Richard Wagner (1809–1881), deutscher Jurist und Politiker (NLP), MdR

### H
- Hannes Wagner (Skirennläufer) (* 1986), deutscher Skirennläufer
- Hannes Wagner (Ringer) (* 1995), deutscher Ringer
- Hannes Wagner (Tennisspieler) (* 1995), deutscher Tennisspieler
- Hannes H. Wagner (1922–2010), deutscher Maler und Grafiker
- Hanns Wagner (Dramatiker) (Johannes Carpentarius; 1522–1590), Schweizer Dramatiker
- Hanns-Martin Wagner (* 1962), Schweizer Künstler
- Hans Wagner (Tischler) (1500/1510–nach 1562), deutscher Tischler
- Hans Wagner (Musiker) (1845–nach 1902), österreichischer Musiker und Musikschriftsteller
- Hans Wagner (Philatelist) (1852–1940), deutscher Philatelist
- Hans Wagner (Maler, 1866) (1866–1940), österreichischer Maler
- Hans Wagner (Mediziner, 1868) (1868–1904), deutscher Chirurg und Autor
- Hans Wagner (Komponist, 1872) (1872–1940), österreichischer Lehrer, Chordirigent und Komponist
- Hans Wagner (1874–1957), deutscher Archivar, siehe Johann Baptist Wagner
- Hans Wagner (Landrat) (1882–1952), deutscher Landrat
- Hans Wagner (Entomologe) (1884–1949), österreichischer Entomologe
- Hans Wagner (Politiker, 1891) (1891–1957), österreichischer Politiker (DNSAP), Salzburger Landtagsabgeordneter
- Hans Wagner, auch Johann Wagner (Politiker, 1893) (1893–1984), tschechoslowakisch-österreichischer Politiker (BdL, ÖVP)
- Hans Wagner (1896–nach 1960), deutscher Schuhmacher und Unternehmensgründer, siehe Hanwag
- Hans Wagner (Generalleutnant) (1896–1967), deutscher Generalleutnant
- Hans Wagner (Maler, 1902) (1902–1980), deutscher Maler
- Hans Wagner (Bildhauer) (1905–1982), deutscher Bildhauer und Maler
- Hans Wagner (Mediziner, 1905) (1905–1989), Schweizer Augenarzt
- Hans Wagner (1906–1948), ungarischer Zoologe, siehe János Wagner
- Hans Wagner (Fotograf) (1909–1981), deutscher Fotograf
- Hans Wagner (Chemiker) (1910–1985), österreichischer Chemiker
- Hans Wagner (Politiker, 1915) (1915–1996), deutscher Politiker (CDU)
- Hans Wagner (Mediziner, 1916) (1916–2009), deutscher Gynäkologe
- Hans Wagner (Philosoph) (1917–2000), deutscher Philosoph
- Hans Wagner (Historiker) (1921–1990), österreichischer Historiker und Archivar
- Hans Wagner (Eishockeyspieler) (* 1923), österreichischer Eishockeyspieler
- Hans Wagner (Radsportler) (* 1924), deutscher Radsportler
- Hans Wagner (Parteifunktionär) (* 1927), deutscher Parteifunktionär (SED)
- Hans Wagner (Wirtschaftswissenschaftler) (* 1929), deutscher Wirtschaftswissenschaftler und Hochschullehrer
- Hans Wagner (Politiker, 1934) (1934–1993), deutscher Sozialarbeiter und Politiker (CDU), MdL Nordrhein-Westfalen
- Hans Wagner (Politiker, 1935) (* 1935), deutscher Politiker (CSU)
- Hans Wagner (Kommunikationswissenschaftler) (* 1937), deutscher Kommunikationswissenschaftler und Hochschullehrer
- Hans Wagner (Maler, 1943) (* 1943), deutscher Maler
- Hans Wagner (Rennfahrer), deutscher Motorradrennfahrer
- Hans Wagner (Bobfahrer) (* 1949), deutscher Bobfahrer
- Hans Wagner (Politiker, 1957) (* 1957), deutscher Politiker
- Hans Wagner (Komponist) (* 1980), deutscher Komponist
- Hans Wagner-Schönkirch (1872–1940),  österreichischer Musikpädagoge und Komponist
- Hans Anthon Wagner (* 1945), deutscher Zeichner und Lithograf
- Hans-Christoph Wagner (* 1963), niederländischer Politiker
- Hans-Dieter Wagner (* 1956), deutscher Polizeipräsident
- Hans-Dietrich Wagner (1931–2022), deutscher Jurist, Reitsport-Fachautor und Verbandsjustitiar
- Hans Georg Wagner (Schriftsteller) (1624–1691), Schweizer Schriftsteller und Diplomat
- Hans-Georg Wagner (Politiker) (1938–2025), deutscher Politiker (SPD)
- Hans-Georg Wagner (Bildhauer) (* 1962), deutscher Bildhauer
- Hans-Joachim Wagner (Mediziner) (1924–2014), deutscher Rechtsmediziner
- Hans-Joachim Wagner (Fußballspieler) (* 1955), deutscher Fußballspieler
- Hans-Jochen Wagner (* 1968), deutscher Schauspieler
- Hansjörg Wagner (1930–2013), deutscher Zeichner, Maler und Bildhauer
- Hans-Jürgen Wagner (* 1941), deutscher Politiker (CDU)
- Hans-Peter Wagner (* 1949), deutscher Anglist
- Hans-Ulrich Wagner (* 1962), deutscher Medienwissenschaftler und Autor
- Hans Volkmar Wagner (1889–1952), deutscher Generalstabsarzt
- Hans-Werner Wagner (1952–1998),  deutscher Verwaltungsjurist und politischer Beamter (CDU)
- Harald Wagner (1944–2016), deutscher Theologe
- Hardy Wagner (* 1932), deutscher Wirtschafts- und Sozialwissenschaftler
- Harold Wagner (1936–2014), deutscher Wasserbauingenieur und Hochschullehrer
- Hartmut Wagner (* 1950), deutscher Architekt
- Hauke Wagner (Politiker) (* 1982), deutscher Politiker (SPD)
- Hauke Wagner (Volleyballspieler) (* 1987), deutscher Volleyballspieler
- Hedda Wagner (1876–1950), österreichische Dichterin und Frauenrechtlerin
- Hedwig Wagner (* 1969), deutsche Medienwissenschaftlerin
- Heidi Wagner-Kerkhof (* 1945), deutsche Bildhauerin, Medailleurin und Grafikerin
- Heike Wagner (* 1967), deutsche Juristin und Hochschullehrerin
- Heiko Wagner, Sportwissenschaftler und Hochschullehrer
- Heinrich Wagner (Architekt, 1834) (1834–1897), deutscher Architekt und Architekturhistoriker
- Heinrich Wagner (Bankier) (1835–1894), österreichischer Bankier und Politiker
- Heinrich Wagner (Architekt, 1835) (1835–1903), österreichischer Architekt
- Heinrich Wagner (Kartograf) (1846–1921), deutscher Kartograf und Lithograf
- Heinrich von Wagner (1857–1925), deutscher Politiker, Oberbürgermeister von Ulm
- Heinrich Wagner (Ingenieur) (1866–1920), deutsch-schweizerischer Ingenieur
- Heinrich Wagner (Politiker) (1886–1945), deutscher Politiker (KPD), MdL Oldenburg
- Heinrich Wagner (Admiral) (1886–1950), deutscher Konteradmiral
- Heinrich Wagner (Chorleiter) (1886–1957), deutscher Organist und Chorleiter
- Heinrich Wagner (Schachspieler) (1888–1959), deutscher Schachspieler
- Heinrich Wagner (Manager) (1899–1953), deutscher Industriemanager
- Heinrich Wagner (Botaniker) (1916–1993), österreichischer Botaniker, Vegetationskundler und Hochschullehrer
- Heinrich Wagner (Linguist) (1923–1988), Schweizer Linguist
- Heinrich Wagner (Historiker) (1945–2024), deutscher Historiker
- Heinrich Joseph Wagner (1794–1858), deutscher Jurist und Mitglied der Kurhessischen Ständeversammlung
- Heinrich Leopold Wagner (1747–1779), deutscher Schriftsteller
- Heinz Wagner (Politiker, 1892) (1892–1950), deutscher Politiker, Oberbürgermeister von Passau
- Heinz Wagner (Theologe) (1912–1994), deutscher Theologe und Hochschullehrer
- Heinz Wagner (Fußballspieler) (1921–1993), deutscher Fußballspieler
- Heinz Wagner (Maler) (1925–2003), deutscher Maler
- Heinz Wagner (Rechtswissenschaftler, 1926) (1926–2023), deutscher Jurist und Hochschullehrer
- Heinz Wagner (Mediziner) (1929–2001), deutscher Orthopäde
- Heinz Wagner (Rechtswissenschaftler, 1937) (* 1937), deutscher Jurist und Hochschullehrer
- Heinz Wagner (Politiker, 1939) (1939–2018), deutscher Politiker (DDR-CDU)
- Heinz Wagner (Architekt), österreichischer Architekt
- Heinz Wagner (Autor), österreichischer Schriftsteller
- Heinz Georg Wagner (Chemiker) (1928–2020), deutscher Chemiker
- Heinz Georg Wagner (General) (* 1951), deutscher General
- Heinz-Theo Wagner (* 1959), deutscher Wirtschaftsinformatiker und Hochschullehrer
- Helen Wagner (1918–2010), US-amerikanische Schauspielerin
- Helene Wagner (Politikerin) (1870–?), deutsche Politikerin (SPD, ASPD), MdL Sachsen
- Helene Wagner (1878–1956), deutsche Malerin
- Helga Wagner (* 1956), deutsche Schwimmerin
- Helga Meyer-Wagner (* 1938), österreichische Opernsängerin (Sopran)
- Hellmut Wagner (* 1933), deutscher Jurist und Hochschullehrer
- Hellmuth Wagner (1917–nach 1975), deutscher Jurist und Wirtschaftsmanager
- Helmut Wagner (Widerstandskämpfer) (1911–1944), deutscher Widerstandskämpfer
- Helmut Wagner (Jurist) (1916–1998), deutscher Rechtsanwalt
- Helmut Wagner (Unternehmer) (1925–2021), deutsch-Schweizer Unternehmer
- Helmut Wagner (Politikwissenschaftler) (1929–2023), deutscher Politikwissenschaftler
- Helmut Wagner (Bühnenbildner) (1936–2009), deutscher Bühnenbildner
- Helmut Wagner (Fußballspieler, 1936) (* 1936), deutscher Fußballspieler
- Helmut Wagner (MfS) (* 1937), Oberstleutnant des Ministeriums für Staatssicherheit, Spionageabwehr
- Helmut Wagner (Bergsteiger) (* 1939), österreichischer Bergsteiger
- Helmut Wagner (Fußballspieler, 1942) (1942–2021), österreichischer Fußballspieler
- Helmut Wagner (Wirtschaftswissenschaftler) (* 1951), deutscher Wirtschaftswissenschaftler
- Helmut Wagner (Fußballspieler, 1954) (* 1954), deutscher Fußballspieler
- Helmut Wagner (Fußballspieler, 1959) (* 1959), deutscher Fußballspieler
- Helmut Wagner-Freynsheim (1889–1968), österreichischer Architekt
- Helmut Josef Wagner (* 1954), deutscher Fußballfunktionär
- Helmut R. Wagner (1904–1989), US-amerikanischer Soziologe
- Helmuth Wagner (Mediziner) (1912–um 1992), deutscher Chirurg
- Helmuth Wagner (Fotograf) (1924–1988), brasilianischer Fotograf
- Helmuth O. Wagner (1897–1977), deutscher Zoologe und Museumsdirektor
- Hendrik Wagner (* 1997), deutscher Handballspieler
- Henriette Wagner (1883–1943), deutsche Widerstandskämpferin
- Herbert Wagner (General) (1896–1968), deutscher Generalleutnant
- Herbert Wagner (Ingenieur) (1900–1982), deutsch-österreichischer Luftfahrtingenieur und Hochschullehrer
- Herbert Wagner (Heimatforscher) (1923–1990), deutscher Lehrer und Heimatforscher
- Herbert Wagner (Präparator) (1930–2015), deutscher Geologe und Präparator
- Herbert Wagner (Maler) (1931–2021), österreichischer Maler und Pädagoge
- Herbert Wagner (Physiker) (* 1935), deutscher Physiker und Hochschullehrer
- Herbert Wagner (Fechter) (* 1943), deutscher Fechter und Fechttrainer
- Herbert Wagner (Geograph) (* 1948), deutscher Bildungsforscher, Geograph und Historiker
- Herbert Wagner (Politiker) (* 1948), deutscher Politiker (CDU), Oberbürgermeister von Dresden
- Herbert Wagner (Rennfahrer), deutscher Motorradrennfahrer
- Hermann Wagner (Botaniker) (1824–1879), deutscher Lehrer und Botaniker
- Hermann Wagner (Architekt), deutscher Architekt
- Hermann Wagner (Geograph) (1840–1929), deutscher Geograph und Kartograf
- Hermann Wagner (Politiker) (1855–1941), deutscher Unternehmer und Politiker (VP, DtVP), MdR
- Hermann Wagner (Pädagoge) (1856–1919), deutscher Pädagoge
- Hermann Wagner (Agrarexperte) (1876–nach 1960), deutscher Sortenversuchsexperte und Flechtweidenzüchter
- Hermann Wagner (Schriftsteller) (1880–1927), deutscher Schriftsteller
- Hermann Wagner (Fotograf) (1895–1976), deutscher Fotograf
- Hermann Wagner (Priester) (1907–2003), deutscher römisch-katholischer Priester und geistlicher Schriftsteller
- Hermann Wagner (Schauspieler) (1913–1999), deutscher Schauspieler und Synchronsprecher
- Hermann Wagner (Maler, 1928) (* 1928), deutscher Maler
- Hermann Wagner (Mikrobiologe) (* 1941), deutscher Mikrobiologe
- Hermann Wagner (Mediziner) (* 1942), deutscher Mediziner und Hochschullehrer
- Hermann Wagner (Maler, 1943) (1943–2020), deutscher Maler und Objektkünstler
- Hermann Wagner (Zoologe) (* 1953), deutscher Biologe und Hochschullehrer
- Hermann Wagner (Fußballtrainer) (* 1954), österreichischer Fußballtrainer
- Hermann-Josef Wagner (1950–2021), deutscher Elektroingenieur und Hochschullehrer
- Herwig Wagner (* 1927), deutscher Religionswissenschaftler
- Hilbert Wagner (* 1955), deutscher Kegelsportler
- Hilde Wagner-Ascher (1901–1999), österreichische Malerin, Designerin und Textilkünstlerin
- Hildebert Wagner (1929–2021), deutscher pharmazeutischer Biologe und Professor für Phytochemie
- Hilke Wagner (* 1972), deutsche Kunsthistorikerin
- Honoré Wagner (1921–1965), luxemburgischer Pilot und Autorennfahrer
- Honus Wagner (1874–1955), US-amerikanischer Baseballspieler
- Horst Wagner (Diplomat) (1906–1977), deutscher Diplomat
- Horst Wagner (Skilanglauftrainer) (1929–1995), deutscher Skilanglauftrainer
- Horst Wagner (Politiker) (1931–2011), deutscher Politiker (SPD)
- Horst Wagner (Fußballspieler) (* 1934), deutscher Fußballtorhüter
- Horst Wagner (Montanwissenschaftler) (* 1939), österreichischer Montanwissenschaftler und Hochschullehrer
- Horst Wagner (Radsportler) (* 1947), deutscher Radsportler
- Horst Wagner (Maler) (* 1959), deutscher Maler und Grafiker
- Horst-Günter Wagner (* 1935), deutscher Geograph
- Hubert Wagner (Politiker) (1900–1994), deutscher Politiker (SPD)
- Hubert Wagner (Volleyballspieler) (Hubert Aleksander Wagner, auch Hubert Jerzy Wagner; 1941–2002), polnischer Volleyballspieler und -trainer
- Hubert Wagner (Badminton), deutscher Badmintonspieler
- Hugo Wagner (General) (1843–1918), österreichischer Feldmarschallleutnant
- Hugo Wagner (Architekt) (1873–1944), deutscher Architekt
- Hugo Wagner (Kunsthistoriker) (1925–2015), Schweizer Kunsthistoriker und Museumsdirektor

### I
- Ina Wagner (* 1946), österreichische Physikerin, Informatikerin und Soziologin
- Ingo Wagner (Rechtswissenschaftler) (* 1925), deutscher Rechtswissenschaftler
- Ingo Wagner (Sportwissenschaftler) (* 1982), deutscher Sportwissenschaftler
- Ingrid Wagner-Andersson (1905–1970), deutsche Malerin und Zeichnerin
- Irene Wagner-Döbler (* 1952/1953), deutsche Mikrobiologin
- Irene Wagner-Wenzel (1932–2006), deutsche Malerin
- Iris Wagner (Künstlerin) (1942–2014), deutsche Künstlerin und Übersetzerin
- Iris Wagner (Leichtathletin) (* 1951), deutsche Mittelstreckenläuferin
- Irmhild Wagner (* 1942), deutsche Theaterleiterin und Schauspielerin
- Iwan Wiktorowitsch Wagner (* 1985), russischer Kosmonaut

### J
- J. Christopher Wagner (John Christopher Wagner; 1923–2000), südafrikanischer Mediziner
- Jack Wagner (Autor) (1891–1963), US-amerikanischer Autor und Filmschaffender
- Jack Wagner (* 1959), US-amerikanischer Schauspieler
- Jacquelyn Wagner, US-amerikanische Opernsängerin (Sopran)
- Jakob Wagner (Maler) (1861–1915), Schweizer Maler
- Jakob Wagner (Politiker, 1868) (1868–1954), rumänischer Politiker
- Jakob Wagner (Politiker, 1871) (1871–1938), deutscher Pfarrer und Politiker (Zentrum), MdL Bayern
- Jakob Wagner (Designer) (* 1963), dänischer Designer
- Jakob Plein-Wagner (1836–1903), deutscher Unternehmer und Heimatforscher

- James Wagner (Sänger) (1950–2003), amerikanischer Sänger (Tenor)
- James Elvin Wagner (1873–1969), amerikanischer Geistlicher
- James W. Wagner (* 1953), amerikanischer Ingenieur, Materialwissenschaftler und Hochschullehrer
- Jan Wagner (Schriftsteller) (* 1971), deutscher Schriftsteller und Übersetzer
- Jan Wagner (Politiker) (* 1985), deutscher Politiker (Die Linke)
- Jan Wagner (Musiker) (* 1989), deutscher Produzent, Komponist und Musiker
- Jan Costin Wagner (* 1972), deutscher Schriftsteller
- Jana Michailowna Wagner (* 1973), russische Schriftstellerin
- Jane Wagner (* 1935), US-amerikanische Autorin und Filmschaffende
- Jaques Wagner (* 1951), brasilianischer Politiker
- Jasmin Wagner (Blümchen; * 1980), deutsche Sängerin und Moderatorin
- Jean Wagner (Fußballspieler) (* 1969), luxemburgischer Fußballspieler
- Jeanette Wagner (* 1968), deutsche Filmregisseurin und Drehbuchautorin
- Jeannie Wagner, deutsche Content-Creatorin und Fernsehmoderatorin
- Jegor Jegorowitsch Wagner (auch Georg Wagner; 1849–1903), russischer Chemiker
- Jenny Wagner (Schriftstellerin) (* 1939), britisch-australische Schriftstellerin
- Jenny Wagner (Psychologin), deutsche Psychologin
- Jenny Wagner (Physikerin) (Jennifer Wagner; * 1984), deutsche Physikerin und Kosmologin
- Jens-Christian Wagner (* 1966), deutscher Historiker
- Jill Wagner (* 1979), US-amerikanische Schauspielerin
- Joachim Wagner (Orgelbauer) (1690–1749), deutscher Orgelbauer
- Joachim Wagner (Journalist) (* 1943), deutscher Fernsehjournalist
- Joachim Wagner (Ökonom) (* 1954), deutscher Wirtschaftswissenschaftler
- Joachim Wagner (Politiker) (* 1955), deutscher Politiker (CDU)
- Joachim Wagner (Fußballspieler) (* 1992), dänischer Fußballspieler
- Joachim Wagner-Hohenlobbese (1894–1958), deutscher Generalmajor
- Jobst Wagner (* 1959), Schweizer Unternehmer
- Jörg Wagner (Journalist) (* 1959), deutscher Medienjournalist
- Jörg Wagner (* 1969), deutscher Betriebswirtschaftler und Hochschullehrer
- Jorge Wagner (* 1978), brasilianischer Fußballspieler
- Jorge Luis Wagner (* 1967), argentinischer Geistlicher, Bischof von Comodoro Rivadavia
- Johann Wagner (Geistlicher) (1592–1648), deutscher Geistlicher, Generalsuperintendent in Eisenach
- Johann Wagner (Mediziner) (1800–1832), österreichischer Anatom
- Johann Wagner (Politiker, 1805) (1805–nach 1857), deutscher Drechsler und Politiker, Bürgermeister von Bruck
- Johann von Wagner (1815–1894), österreichischer Feldmarschallleutnant
- Johann Wagner (Politiker, 1893) (1893–1984), tschechoslowakisch-österreichischer Politiker (BdL, ÖVP)
- Johann Wagner (Politiker, 1897) (1897–1979), österreichischer Politiker (CSP, VF, ÖVP)
- Johann Wagner (Politiker, 1916) (1916–1976), österreichischer Politiker (ÖVP)
- Johann Wagner-Deines (1803–1880), deutscher Maler
- Johann Andreas Wagner (1797–1861), deutscher Zoologe
- Johann Augustin Wagner (1734–1807), deutscher Philologe und Pädagoge
- Johann Baptist Wagner (Hans Wagner; 1874–1957), deutscher Archivar
- Johann Christian Wagner (1747–1825), deutscher Beamter und Liedtexter
- Johann Christian August Wagner (1777–1854), deutscher Generalmajor
- Johann David Wagner († 1721), deutscher Räuber und Dieb
- Johann Ehrenfried Wagner (1724–1807), deutscher Theologe
- Johann Ernst Wagner (1769–1812), deutscher Schriftsteller
- Johann Evangelist Wagner (1807–1886), deutscher Theologe
- Johann Franz Wagner (1733–1778), deutscher Philologe und Hochschullehrer
- Johann Friedrich Wagner (Bergbeamter) († 1770), deutscher Bergbeamter und Politiker
- Johann Friedrich Wagner (Landrat) (1753–1822), deutscher Verwaltungsbeamter, Landrat von Müllheim
- Johann Friedrich Wagner (Maler) (1801–nach 1850), deutscher Maler und Lithograf
- Johann Georg Wagner (Maler) (1744–1767), deutscher Maler, Zeichner und Radierer
- Johann Georg Wagner (Pfarrer) (1749–1818), deutscher Geistlicher
- Johann Georg Wagner (Jurist) (1790–1868), deutscher Jurist und Historiker
- Johann Gerhard Wagner (1706–1759), deutscher Mediziner
- Johann Jacob Wagner (1641–1695), Schweizer Arzt und Naturforscher
- Johann Jakob Wagner (Maler) (um 1710–1797), deutscher Maler und Porzellanmaler
- Johann Jakob Wagner (Kupferstecher) (1766–1834), deutscher Zeichner und Kupferstecher
- Johann Jakob Wagner (Philosoph) (1775–1841), deutscher Naturphilosoph
- Johann Jakob Wagner (Priester) (1867–1959), deutscher Priester und Heimatkundler
- Johann Ludwig Wagner (Postbeamter) (1735–1820), deutscher Postbeamter
- Johann Ludwig Wagner (Medailleur) (1772–1845), deutscher Medailleur
- Johann Ludwig Wagner (Politiker) (1789–1871), deutscher Kaufmann und Politiker, Bürgermeister von Saarbrücken
- Johann Martin von Wagner (1777–1858), deutscher Maler, Bildhauer und Kunstsammler
- Johann Michael Wagner (1723–1801), deutscher Orgelbauer
- Johann Peter Wagner (Bildhauer) (auch Peter Wagner; 1730–1809), deutscher Bildhauer
- Johann Peter Wagner (Lithograf) (1802–1847), deutscher Maler, Lithograf und Verleger
- Johann Philipp Wagner (Künstler) (1735–1802), deutscher Bildhauer und Stuckateur
- Johann Philipp Wagner (Erfinder) (1799–1879), deutscher Kaufmann und Erfinder
- Johann Rudolf von Wagner (1822–1880), deutscher Chemiker, Technologe und Hochschullehrer
- Johann Thomas Wagner (1691–1769), deutscher Bildhauer
- Johann Tobias Wagner (1689–nach 1733), deutscher Pädagoge, Bibliothekar und Schriftsteller
- Johann Ulrich Wagner (1819–nach 1869), Schweizer Geistlicher und Autor
- Johann Wilhelm Wagner (1681–1745), deutscher Astronom
- Johanna Wagner (1828–1894), deutsche Sängerin (Sopran)
- Johanna Wagner (Widerstandskämpferin) (1922–1990), deutsche Widerstandskämpferin
- Johanna Rosine Wagner (geb. Johanna Rosina Pätz; 1774–1848), deutsche Bäckerstochter, Mutter von Richard Wagner
- Johannes Wagner (Einsiedler) (1456–1516), deutsch-schweizerischer Mönch und Einsiedler
- Johannes Wagner (Abt) († 1541), deutscher Benediktiner, Abt von St. Blasien
- Johannes Wagner (1522–1590), Schweizer Dramatiker, siehe Hanns Wagner (Dramatiker)
- Johannes Wagner (Musiker) (1893–1978), deutscher Oboist
- Johannes Wagner (Theologe) (1908–1999), deutscher Prälat, Theologe und Liturgiewissenschaftler
- Johannes Wagner (Maler) (1914–1980), deutscher Maler und Kunsthandwerker
- Johannes Wagner (Politiker) (* 1991), deutscher Politiker (Bündnis 90/Die Grünen)
- Johannes Andreas von Wagner (1833–1912), deutscher Ingenieur und Mundartdichter
- Johannes Hugo Wagner (1922–2010), deutscher Maler und Grafiker, siehe Hannes H. Wagner
- Johannes Martin Wagner (1815–1902), Mitglied des Kurhessischen Kommunallandtages
- Johannes Peter Wagner (1874–1955), US-amerikanischer Baseballspieler, siehe Honus Wagner
- John G. Wagner (1921–1998), kanadischer Pharmakologe und Hochschullehrer
- Johnson Wagner (* 1980), US-amerikanischer Golfspieler
- Jolanta Wagner (* 1950), polnische Künstlerin und Hochschullehrerin
- Jonas Wagner (* 1997), deutscher Leichtathlet
- Josef Wagner (Theologe, 1764) (1764–1816), deutscher römisch-katholischer Geistlicher
- Josef Wagner (Orgelbauer) (1796–1854), deutscher Orgelbauer
- Josef Wagner (Brauer) (1819–1900), deutscher Gaststätten- und Brauereibesitzer
- Josef Wagner (Politiker, 1837) (1837–1897), österreichischer Politiker
- Josef Wagner (Politiker, 1873) (1873–1936), österreichischer Politiker (SDAP)
- Josef Wagner (Politiker, 1874) (1874–1938), österreichischer Politiker (CSP), Nationalrat
- Josef Wagner (Politiker, 1877) (1877–1945), deutscher Landwirt, Bürgermeister und Abgeordneter
- Josef Wagner (Bezirksoberamtmann) (1880–1942), deutscher Verwaltungsjurist und Bezirksoberamtmann
- Josef Wagner (Wasserballspieler) (1886–??), österreichischer Wasserballspieler
- Josef Wagner (Politiker, 1888) (1888–1948), österreichischer Politiker (CSP), Nationalrat
- Josef Wagner (Politiker, 1892) (1892–1979), deutscher Politiker (SPD)
- Josef Wagner (Unternehmer, 1892) (1892–1989), deutscher Unternehmer
- Josef Wagner (Politiker, 1896) (1896–1946), deutscher Politiker (KPD) und Widerstandskämpfer
- Josef Wagner (Widerstandskämpfer) (1897–1943), deutscher Widerstandskämpfer
- Josef Wagner (Politiker, 1898) (1898–??), deutscher Politiker (SPD)
- Josef Wagner (Gauleiter) (1899–1945), deutscher Politiker (NSDAP), MdR
- Josef Wagner (1907–1987), deutscher Unternehmer, siehe J. Wagner GmbH
- Josef Wagner (Komponist, 1908) (1908–1986), österreichischer Komponist
- Josef Wagner (Reeder) (1911–nach 1978), deutscher Reeder (Schulte & Bruns) und Verbandsfunktionär
- Josef Wagner (Bildhauer) (1912–nach 1991), deutscher Bildhauer
- Josef Wagner (Radsportler) (1916–2003), Schweizer Radsportler
- Josef Wagner (Politiker, 1940) (1940–2002), österreichischer Politiker (LIF), Niederösterreichischer Landtagsabgeordneter
- Josef Wagner (Politiker, 1947) (* 1947), österreichischer Politiker (FPÖ), Wiener Landtagsabgeordneter
- Josef Wagner (Theologe, 1954) (* 1954), deutscher Theologe
- Josef Wagner-Höhenberg (1870–1939), deutscher Maler
- Josef Franz Wagner (1856–1908), österreichischer Musiker und Komponist
- Josef Maria Wagner (1838–1879), österreichischer Germanist und Volksliedforscher
- Josef P. Wagner (* 1985), österreichischer Filmproduzent
- Josef Wagner (Politiker, 1877)
- Joseph Wagner (Kupferstecher) (1706–1780), deutscher Maler und Kupferstecher
- Joseph Wagner (Geistlicher) († 1808), österreichischer Jesuit und Domprediger
- Joseph Wagner (Zeichner) (1803–1861), österreichischer Maler, Zeichner und Beamter
- Joseph Wagner (Schauspieler) (1818–1870), österreichischer Schauspieler
- Joseph Wagner (Politiker), deutscher Politiker
- Joseph Wagner (Kirchenmusiker) (1891–1965), deutscher Kirchenmusiker
- Joseph Frederick Wagner (1900–1974), US-amerikanischer Komponist, Dirigent und Musikpädagoge
- Joseph Johann Wagner (1813–1890), deutscher Landwirt und Politiker (LRP), MdR
- József Wágner (* 1961), ungarischer Judoka
- Judith Wagner (* 1987), deutsche Sommerbiathletin
- Jürgen Wagner (SS-Mitglied) (1901–1947), deutscher SS-Brigadeführer und Generalmajor der Waffen-SS
- Jürgen Wagner (Sänger) (geb.  Wolfgang Christiansen; * 1929), deutscher Schlagersänger
- Jürgen Wagner (Politiker) (1934–2023), deutscher Politiker (SPD)
- Jürgen Wagner (Fußballspieler) (* 1944), deutscher Fußballspieler und -trainer
- Jürgen Wagner (Illustrator) (* 1946), deutscher Illustrator, Grafiker und Maler
- Jürgen Wagner (Kameramann), deutscher Kameramann
- Jürgen Wagner (Aussteiger) (* 1964), deutscher Aussteiger und „Waldmensch“
- Julia Mareike Wagner (* 1982), deutsche Triathletin, Duathletin und Langstreckenläuferin, siehe Julia Gajer
- Julia Sophie Wagner (* 1979), deutsche Sopranistin
- Julian Wagner (* 1998), deutscher Leichtathlet
- Juliette Wagner (1868–1937), deutsche Malerin
- Julika Wagner (Tennisspielerin) (* 1995), deutsche Tennisspielerin
- Julika Wagner-Hohenlobbese (* 1980), deutsche Schauspielerin
- Julius Wagner (Maler) (1818–um 1879), deutscher Maler
- Julius Wagner (General) (1842–1904), deutscher General der Infanterie
- Julius Wagner (Leichtathlet) (1882–1952), deutsch-schweizerischer Leichtathlet
- Julius Wagner (Geograph) (1886–1970), deutscher Geograph und Pädagoge
- Julius Wagner-Jauregg (1857–1940), österreichischer Arzt und Psychiater
- Julius Eugen Wagner (1857–1924), deutscher Chemiker und Hochschullehrer
- Julius Friedrich von Wagner (1835–1912), deutscher Diplomat
- Jutta Wagner (* 1949), deutsche Juristin

### K
- Kai Wagner (* 1997), deutscher Fußballspieler
- Karin Wagner (Filmeditorin), Filmeditorin
- Karin Wagner (Handballspielerin) (* 1951), deutsche Handballspielerin
- Karin Wagner, Geburtsname von Karin Geese (* 1952), deutsche Leichtathletin
- Karin Wagner (Musikwissenschaftlerin) (* 1969), österreichische Musikwissenschaftlerin und Pianistin
- Karl Wagner (Jesuit) (1821–1869), deutscher Jesuit und Architekt
- Karl Wagner (Politiker, 1828) (1828–1880), deutscher Landwirt und Politiker, MdL Nassau
- Karl Wagner (Politiker, 1838) (1838–1916), Schweizer Politiker
- Karl Wagner (Maler, 1839) (1839–1923), deutscher Maler
- Karl Wagner (Politiker, II), deutscher Politiker, MdL Anhalt
- Karl Wagner (Maler, 1864) (1864–1939), deutscher Maler
- Karl Wagner (Geistlicher) (1870–1946), deutscher Pfarrer und Superintendent
- Karl Wagner (Chemiker) (1874–1947), deutscher Chemiker, Schriftsteller und Komponist
- Karl Wagner (Maler, 1877) (1877–1951), deutscher Maler
- Karl Wagner (Zoologe) (1884–1958), deutscher Zoologe
- Karl Wagner (Bildhauer) (auch Carl Wagner; 1886–1966), deutscher Bildhauer
- Karl Wagner (Maler, 1887) (1887–1966), österreichischer Maler
- Karl Wagner (Politiker, 1891) (1891–1965), deutscher Politiker (KPD, SED)
- Karl Wagner (Statistiker) (1893–1963), deutscher Statistiker
- Karl Wagner (Autor) (1897–1950), deutscher Journalist und Autor
- Karl Wagner (Politiker, 1898) (1898–1982), deutscher Politiker (CSU)
- Karl Wagner (Widerstandskämpfer, 1902) (1902–nach 1986), Widerstandskämpfer und Mitglied im Internationalen Sozialistischen Kampfbund
- Karl Wagner (Verleger) (1905–1998), deutscher Verleger
- Karl Wagner (Widerstandskämpfer, 1909) (1909–1983), deutscher Widerstandskämpfer
- Karl Wagner (Bobfahrer) (1909–??), österreichischer Bobfahrer
- Karl Wagner (Pädagoge) (1914–1996), deutscher Reformpädagoge
- Karl Wagner (Sportfunktionär) (1927–2008), deutscher Turnfunktionär
- Karl Wagner (Musiker) (* 1935), österreichischer Pianist und Hochschullehrer
- Karl Wagner (Journalist), deutscher Journalist
- Karl Wagner (Literaturwissenschaftler) (* 1950), österreichischer Literaturwissenschaftler und Germanist
- Karl Wagner von Inngau (1819–1893), österreichischer Jurist
- Karl Alexander Wagner (1839–1919), deutscher Maler
- Karl August Wagner (Erfinder) (auch Carl August Wagner), deutscher Hutmacher und Erfinder
- Karl August Wagner (Baumeister) (auch Carl August Wagner; 1857–1914), deutscher Architekt und Baumeister
- Karl Edward Wagner (1945–1994), amerikanischer Schriftsteller
- Karl Ernst Albrecht Wagner (1827–1871), deutscher Mediziner, siehe Albrecht Wagner (Mediziner)
- Karl Franz Christian Wagner (1760–1847), deutscher Klassischer Philologe
- Karl Friedrich Wagner (* 1945), deutscher Organist, Kirchenmusiker und Herausgeber
- Karl Friedrich Richard Wagner (1848–1915), deutscher Politiker und Verbandsfunktionär
- Karl G. Wagner (Biochemiker) (1929–2020), deutscher Biochemiker und Hochschullehrer
- Karl G. Wagner (Pharmazeut) (Karl Gerhard Wagner; * 1970), deutscher Pharmazeut und Hochschullehrer
- Karl Heinrich Wagner (1802–??), deutscher Maler
- Karl Heinz Wagner (Archäologe) (1907–1944), deutscher Archäologe
- Karl-Heinz Wagner (Ernährungswissenschafter, 1911) (1911–2007), deutscher Mediziner, Ernährungswissenschaftler  und Hochschullehrer
- Karl Heinz Wagner (Schauspieler), deutscher Schauspieler
- Karl Heinz Wagner (Maler) (* 1925), tschechisch-deutscher Maler und Grafiker
- Karl-Heinz Wagner (Polizeioffizier) (1928–2011), Generaloberst der Deutschen Volkspolizei
- Karlheinz Wagner (Kartograf) (* 1929), deutscher Historiker und Kartograf
- Karlheinz Wagner (1938–2019), deutscher Motorrad-Geländefahrer
- Karl Heinz Wagner (Sprachwissenschaftler) (* 1938), deutscher Sprachwissenschaftler und Hochschullehrer
- Karl Heinz Wagner, eigentlicher Name von Charly Wagner (1941–2020), deutscher Radiomoderator
- Karl-Heinz Wagner (Ernährungswissenschafter, 1971) (* 1971), österreichischer Ernährungswissenschafter und Hochschullehrer
- Karl Theo Wagner (1902–??), Schweizer Sänger (Bass/Bariton)
- Karl Theodor Wagner (1856–1921), österreichischer Maler
- Karl W. Wagner (Karl Werner Wagner; * 1966), österreichischer Unternehmensberater
- Karl Willy Wagner (1883–1953), deutscher Nachrichtentechniker
- Katharina Wagner (Juristin) (* 1969), deutsche Juristin, Richterin am Bundesfinanzhof
- Katharina Wagner (* 1978), deutsche Theaterregisseurin
- Kathrin Wagner-Bockey (* 1968), deutsche Politikerin
- Katia Wagner (* 1988), österreichische Kolumnistin und Moderatorin
- Katja Wagner (* 1978), deutsche Schauspielerin
- Katrin Wagner-Augustin (* 1977), deutsche Kanutin

- Klaus Wagner (Bauernführer) (um 1480–1525), deutscher Anführer der Klettgauer Bauern
- Klaus Wagner (Mathematiker) (1910–2000), deutscher Mathematiker
- Klaus Wagner (Reiter) (1922–2001), deutscher Vielseitigkeitsreiter
- Klaus Wagner (Intendant) (1930–2011), deutscher Regisseur und Theaterintendant
- Klaus Wagner (Botaniker) (1935–1987), deutscher Botaniker
- Klaus Wagner (Philologe) (1937–2005), deutsch-spanischer Hispanist
- Klaus Wagner (Journalist) (1955–2012), deutscher Journalist
- Klaus Wagner (Bildhauer) (1956–2005), deutscher Bildhauer
- Klaus Wagner (Komponist), deutscher Filmkomponist
- Klaus F. Wagner (1921–2004), deutscher Verleger
- Klaus-Peter Wagner (1943–2024), deutscher Rundfunkmoderator
- Klaus-Peter Wagner, eigentlicher Name von Niki Wagner (* 1977), deutscher Fußballspieler
- Klaus-Werner Wagner (* 1953), deutscher Koch
- Knut Wagner (* 1945), deutscher Schriftsteller
- Konrad Wagner (Schauspieler) (1902–1974), deutscher Schauspieler, Regisseur und Synchronsprecher
- Konrad Wagner (Kirchenmusiker) (1930–2021), deutscher Kirchenmusiker
- Konrad Wagner (Fußballspieler) (1932–1996), deutscher Fußballspieler
- Kristina Wagner (* 1993), US-amerikanische Ruderin
- Kurt Wagner (Jurist) (1885–1962), deutscher Jurist und Politiker
- Kurt Wagner (Germanist) (1890–1973), deutscher Germanist und Volkskundler
- Kurt Wagner (General, 1891) (1891–1966), deutscher Generalleutnant
- Kurt Wagner (General, 1904) (1904–1989), deutscher General und Politiker (KPD)
- Kurt Wagner (Mediziner) (1905–1965), deutscher Rechtsmediziner
- Kurt Wagner (Verbandsfunktionär) (1911–2006), deutscher Parteifunktionär (NSDAP) und Suchdienstleiter
- Kurt Wagner (Politiker, 1915) (1915–1986), deutscher Politiker (SPD)
- Kurt Wagner (Handballspieler) (1927–2013), rumänischer Handballspieler
- Kurt Wagner (General, 1927) (* 1927), deutscher Generalmajor
- Kurt Wagner (Philosoph) (* 1928), deutscher Philosoph und Hochschullehrer
- Kurt Wagner (Botaniker), deutscher Botaniker
- Kurt Wagner (Schauspieler) (1953–2023), deutscher Schauspieler
- Kurt Wagner (Politiker) (* 1957), österreichischer Politiker (SPÖ), Wiener Landtagsabgeordneter
- Kurt Wagner (Musiker) (* 1958), US-amerikanischer Sänger, Mitglied von Lambchop
- Kurt Wagner (Offizier) (* 1962), österreichischer Brigadier

### L
- Lara Wagner (* 2002), österreichische Biathletin
- Laurean Wagner (* 1990), deutscher Schauspieler
- Laurent Wagner (* 1960), französischer Dirigent
- Lea Wagner (* 1994), deutsche Journalistin und Sportmoderatorin
- Lena Wagner (* 1986), deutsche Fußballspielerin
- Leo Wagner (1919–2006), deutscher Politiker (CSU)
- Leon Wagner (* 2005), deutscher Volleyballspieler
- Leonhard Wagner (1453–1522), deutscher Kalligraph
- Leopold Wagner (1927–2008), österreichischer Politiker (SPÖ)
- Liborius Wagner (1593–1631), deutscher Priester
- Lindsay Wagner (* 1949), US-amerikanische Schauspielerin
- Lisa Wagner (* 1979), deutsche Schauspielerin
- Lisbeth Wagner, deutsche Fußballspielerin
- Lisl Wagner-Bacher (* 1953), österreichische Köchin
- Lothar Wagner (Wirtschaftsinformatiker) (1930–2021), deutscher Wirtschaftsinformatiker, Hochschullehrer und Autor
- Lothar Wagner (Fußballspieler) (* 1941), deutscher Fußballspieler
- Lothar Wagner (Werkstoffkundler) (* 1950), deutscher Werkstoffkundler und Hochschullehrer
- Lou Wagner (* 1940), US-amerikanischer Schauspieler
- Louis Wagner (1882–1960), französischer Automobilrennfahrer
- Louis C. Wagner Jr. (1932–2025), US-amerikanischer General
- Louise Wagner (Malerin) (1875–1950), deutsche Malerin
- Louise Wagner (Choreografin) (* 1981), deutsche Choreografin und Bühnenbildnerin
- Lúcio Wagner (* 1976), brasilianisch-bulgarischer Fußballspieler
- Ludwig Wagner (Lithograf), deutscher Lithograf
- Ludwig Wagner (Politiker, 1854) (1854–1926), österreichischer Politiker (CS)
- Ludwig Wagner (Schauspieler) (1856–1913), deutscher Schauspieler
- Ludwig Wagner (Heimatforscher)  (1889–1980), deutscher Erzieher und Heimatforscher
- Ludwig Wagner (Politiker, 1899) (1899–1967), tschechoslowakischer Politiker (SdP)
- Ludwig Wagner-Speyer (1882–1939), deutscher Architekt
- Ludwig Anton Wagner (1900–1963), deutscher Journalist und Nationalökonom
- Ludwig Christian Wagner (1799–1839), deutscher Maler
- Lukas Wagner (* 1993), österreichischer Slam-Poet und Kulturveranstalter
- Lukas Wagner (Fußballspieler) (* 2004), dänischer Fußballspieler
- Lutz Wagner (Schiedsrichter) (* 1963), deutscher Fußballschiedsrichter
- Lutz Wagner (Politiker) (* 1964), deutscher Politiker und Bürgermeister

### M
- Malika Wagner (* 1960), französische Journalistin und Schriftstellerin
- Manfred Wagner (Politiker, 1934) (* 1934), deutscher Politiker (SPD)
- Manfred Wagner (Zeichner) (1934–2023), deutscher Zeichner, Architekt und Hochschullehrer
- Manfred Wagner (Schauspieler) (1935–1997), Schauspieler und Synchronsprecher
- Manfred Wagner (Fußballspieler) (1938–2015), deutscher Fußballspieler
- Manfred Wagner (Kulturwissenschaftler) (* 1944), österreichischer Kulturwissenschaftler
- Manfred Wagner (Physiker) (Manfred H. Wagner; * 1948), deutscher Physiker und Werkstoffwissenschaftler
- Manfred Wagner (Politiker, 1959) (* 1959), deutscher Politiker (SPD)
- Manfred Wagner-Artzt (* 1952), österreichischer Pianist und Pädagoge
- Marc Wagner (* 1968), deutsch-österreichischer Fernsehmoderator und Produzent
- Marcel Wagner (* 1982), deutscher Hörfunkmoderator
- Marco Wagner (* 2003), österreichischer Fußballspieler
- Marco Wagner (Musiker), österreichischer Musiker
- Marcus Wagner (Historiker) (um 1527–1597), deutscher Historiker, Theologe und Pfarrer
- Marcus Wagner (Mathematiker, 1965) (* 1965), deutscher Mathematiker und Hochschullehrer
- Marcus Wagner (Wirtschaftswissenschaftler) (* 1973), deutscher Wirtschaftswissenschaftler
- Marcus Wagner (Mathematiker, 1979) (* 1979), deutscher Mathematiker und Autor
- Mareike Wagner (* 1983), deutsche Ägyptologin
- Margarete Wagner-Braun (* 1957), deutsche Historikerin, Volkswirtin und Hochschullehrerin
- Margret Wagner, österreichische Tischtennisspielerin
- Maria Jacottet-Wagner (1923–2014), deutsche Widerstandskämpferin
- Maria Dorothea Wagner (1719–1792), deutsche Malerin und Zeichnerin
- Maria Theresia Wagner, deutsche Regisseur und Drehbuchautorin
- Marianne Wagner (Bildhauerin) (* 1938), deutsche Bildhauerin
- Marianne Wagner (Kuratorin) (* 1978), Schweizer Kunsthistorikerin und Kuratorin
- Marie Wagner (1883–1975), US-amerikanische Tennisspielerin
- Mario Wagner (* 1974), deutscher Illustrator
- Marion Wagner (Fußballspielerin) (* 1968), deutsche Fußballtorhüterin
- Marion Wagner (* 1978), deutsche Leichtathletin
- Marita Wagner (* 1952), deutsche Politikerin (Bündnis 90/Die Grünen, Die Linke)

- Markus Wagner (Komponist) (1846–1928), österreichischer Komponist
- Markus Wagner (Politiker) (* 1964), deutscher Politiker (AfD)
- Markus Wagner (Grafiker), deutscher Grafiker
- Marlies Wagner (* 1983), österreichische Naturbahnrodlerin
- Martin von Wagner (1777–1858), deutscher Maler, Bildhauer, Sammler und Mäzen, siehe Johann Martin von Wagner
- Martin Wagner (Architekt) (1885–1957), deutscher Architekt, Stadtplaner und Architekturtheoretiker
- Martin Wagner (Politiker) (* 1919), deutscher Politiker (DBD)
- Martin Wagner (Züchter) (1924–2019), deutscher Getreidezüchter
- Martin Wagner (Architekt, 1947) (* 1947), Schweizer Architekt
- Martin Wagner (Journalist) (* 1954), deutscher Journalist
- Martin Wagner (Maler) (* 1954), Schweizer Maler
- Martin Wagner (Fußballspieler, 1956) (* 1956), deutscher Fußballspieler
- Martin Wagner (Ingenieur) (* 1958), deutscher Ingenieur und Hochschullehrer
- Martin Wagner (Fahrsportler), Schweizer Fahrsportler
- Martin Wagner (Verleger) (1960–2018), Schweizer Verleger und Medienanwalt
- Martin Wagner (Tiermediziner) (* 1962), österreichischer Tiermediziner und Hochschullehrer
- Martin Wagner (Musiker) (* 1967), deutscher Akkordeonist
- Martin Wagner (Fußballspieler, 1968) (* 1968), deutscher Fußballspieler (Nürnberg, Kaiserslautern, Wolfsburg)
- Martin Wagner (Fußballspieler, 1972) (* 1972), deutscher Fußballspieler (Mainz 05)
- Martin Wagner (Werkstoffwissenschaftler) (* 1978), deutscher Werkstoffwissenschaftler
- Martin Wagner (Triathlet) (* 1984), deutscher Triathlet
- Martin Wagner (Fußballspieler, 1986) (* 1986), deutscher Fußballspieler
- Martina Wagner-Egelhaaf (* 1957), deutsche Germanistin, Literaturwissenschaftlerin und Hochschullehrerin
- Mary Wagner (Marianne Wagner; * 1961), deutsche Leichtathletin
- Mathias Wagner (Autor) (* 1955), deutscher Soziologe, Historiker und Autor
- Mathias Wagner (Politiker) (* 1974), deutscher Politiker (Bündnis 90/Die Grünen)
- Mathilde Wagner (1866–1940), deutsche Medizinerin
- Matt Wagner (* 1961), US-amerikanischer Comicautor und -zeichner
- Matti Wagner (* 2005), deutscher Fußballspieler
- Matthias Wagner (Widerstandskämpfer) (1894–1943), österreichischer Widerstandskämpfer
- Matthias Wagner (Archivar) (* 1950), deutscher Archivar
- Matthias Wagner (Maler, 1951) (* 1951), deutscher Maler
- Matthias Wagner (Maler, 1963) (* 1963), deutscher Maler, Zeichner und Sänger (Bariton)
- Matthias Wagner (Chemiker) (* 1965), deutscher Chemiker und Hochschullehrer
- Matthias Wagner (Orgelbauer) (* 1965/1966), deutscher Orgelbauer
- Matthias Wagner (Sportwissenschaftler), deutscher Sportwissenschaftler und Hochschullehrer
- Matthias Wagner K (* 1961), deutscher Künstler und Museumsdirektor
- Maud Wagner (1877–1961), amerikanische Artistin und Tätowiererin
- Max Wagner (Komponist) (1865–1944), deutscher Komponist und Klavierlehrer
- Max Wagner (Politiker, 1869) (1869–1914), deutscher Forstwissenschaftler und Politiker, MdL Baden
- Max Wagner (Unternehmer), deutscher Brauunternehmer, siehe Augustiner-Bräu
- Max Wagner (Politiker, 1882) (1882–1954), österreichischer Politiker (SDAP)
- Max Wagner (Schauspieler, 1901) (1901–1975), mexikanisch-US-amerikanischer Schauspieler
- Max Wagner (Ingenieur), deutscher Automobilkonstrukteur
- Max Wagner (Physiker) (1931–2017), deutscher Physiker, Professor für Theoretische Physik in Stuttgart
- Max Wagner (Bildhauer) (* 1956), deutscher Bildhauer
- Max Wagner (Kulturmanager) (* 1969), deutscher Kulturmanager
- Max Wagner (Schauspieler, 1984) (* 1984), deutscher Schauspieler
- Max Leopold Wagner (1880–1962), deutscher Romanist
- Maximilian Wagner (* 1991), österreichischer Handballspieler
- Mayke Wagner (* vor 1964), deutsche Sinologin und Archäologin
- Meike Wagner (* 1971), deutsche Theaterwissenschaftlerin
- Melanie von Wagner (1866–nach 1930), deutsche Malerin
- Melanie Wagner (* 1974), deutsche Handballspielerin
- Melinda Wagner (* 1957), US-amerikanische Komponistin
- Mia Wagner (* 1977), dänische Anwältin, Unternehmerin und Politikerin der Venstre-Partei
- Michael Wagner (Drehbuchautor) (1947–1992), US-amerikanischer Drehbuchautor und Fernsehproduzent
- Michael Wagner (Soziologe) (* 1955), deutscher Soziologe und Hochschullehrer
- Michael Wagner (Politiker) (* 1960), deutscher Politiker (CDU)
- Michael Wagner (Biologe) (* 1965), deutscher Biologe und Hochschullehrer
- Michael Wagner (Sänger) (* 1972), österreichischer Sänger (Bass)
- Michael Wagner (Fußballspieler, 1972) (* 1972), deutscher Fußballtorhüter
- Michael Wagner (Fußballspieler, 1973) (* 1973), deutscher Fußballspieler
- Michael Wagner (Fußballspieler, 1975) (* 1975), österreichischer Fußballspieler und -trainer
- Michael Wagner (Skispringer) (* 1981), deutscher Skispringer
- Michael Wagner (Politiker, 1992) (* 1992), österreichischer Politiker (FPÖ)
- Michael Wagner (Ringer) (* 1992), österreichischer Ringer
- Michael Wagner (Fußballspieler, 2000) (* 2000), deutscher Fußballtorhüter
- Michael Wagner-Kern (* 1965), deutscher Jurist
- Michael G. Wagner (Michael Gerhard Wagner; * 1967), österreichischer Medienpädagoge
- Michael Johann Wagner (1788–1842), österreichischer Geistlicher, Bischof von St. Pölten
- Michel Wagner (1893–1965), deutscher Maler und Bildhauer
- Milly Wagner-Meyer (1925–1976), Schweizer Schriftstellerin und Radio Basel Mitarbeiterin
- Milt Wagner (* 1963),  US-amerikanischer Basketballspieler
- Minna Wagner (geborene Wilhelmine Planer; 1809–1866), deutsche Schauspielerin, Ehefrau von Richard Wagner
- Minna Wagner (Sängerin) (1840–1910), deutsche Schauspielerin und Sängerin
- Miriam Wagner (Schauspielerin) (* 1978), deutsche Schauspielerin
- Miriam Wagner (Bobfahrerin) (* 1989), deutsche Bobfahrerin
- Monika Wagner (Kunsthistorikerin) (* 1944), deutsche Kunsthistorikerin und Hochschullehrerin
- Monika Wagner (Curlerin) (* 1965), deutsche Curlerin
- Monika Wagner (Leichtathletin) (* 1998), deutsche Mittel- und Langstreckenläuferin
- Moritz Wagner (Naturforscher) (1813–1887), deutscher Reisender, Geograph und Naturforscher
- Moritz Wagner (Basketballspieler) (* 1997), deutscher Basketballspieler

### N
- Natasha Gregson Wagner (* 1970), US-amerikanische Schauspielerin
- Neil Wagner (* 1986), neuseeländischer Cricketspieler
- Nicky Wagner (* 1953), neuseeländische Politikerin
- Nicolas Wagner (Radsportler) (bl. ca. 1919), luxemburgischer Radsportler
- Nicolas Wagner Ehlinger (* 1992), luxemburgischer Dressurreiter
- Nicole von Wagner (* 1974), deutsche Moderatorin, Buchautorin und Beraterin
- Nike Wagner (* 1945), deutsche Publizistin und Dramaturgin
- Niki Wagner (Klaus-Peter Wagner; * 1977), deutscher Fußballspieler
- Nikolaus Wagner (1936–2024), österreichischer Ordensgeistlicher, Abt von Michaelbeuern
- Nikolaus Wagner (Musiker) (* 1979), österreichischer Pianist und Musiklehrender
- Noah Wagner (* 2005), deutscher Fußballspieler
- Norbert Wagner (Germanist) (1929–2023), deutscher Mediävist, Professor für Germanische Philologie und Altertumskunde
- Norbert Wagner (Politiker) (1936–1994), deutscher Politiker (FDP/DPS)
- Norbert Wagner (Fußballtrainer) (* 1939), deutscher Fußballtrainer
- Norbert Wagner (Fußballspieler) (Katsche; * 1961), deutscher Fußballspieler
- Norbert Wagner (General) (* 1962), deutscher Brigadegeneral
- Norbert B. Wagner (Norbert Berthold Wagner), deutscher Verwaltungsjurist und Ministerialbeamter

### O
- Ortrud Wagner (auch Trude Wagner), Schauspielerin
- Oscar Wagner (1851–1916), deutscher Dramatiker, Schauspieler, Schriftsteller und Zeichner
- Oskar Wagner (Tiermediziner) (1887–1952), deutscher Tiermediziner, Parasitologe und Hochschullehrer
- Oskar Wagner (Politiker) (1897–1971), deutscher Kaufmann und Politiker
- Oskar Wagner (Komponist) (1901–1972), österreichischer Musiker und Komponist
- Oskar Wagner (Theologe) (1906–1989), deutscher Theologe
- Oswald Wagner (* 1962), österreichischer Mediziner
- Otto Wagner (Maler, 1803) (1803–1861), deutscher Maler
- Otto Wagner (Ingenieur) (1831–1881), deutscher Ingenieur, Gasfabrikbesitzer und Abgeordneter
- Otto Wagner (1841–1918), österreichischer Architekt
- Otto Wagner junior (1864–1945), österreichischer Architekt
- Otto Wagner (Musiker, 1873) (1873–1931), deutscher Militärkapellmeister und Komponist
- Otto Wagner (Politiker, 1877) (1877–1962), deutscher Politiker (LDPD)
- Otto Wagner (Politiker, 1882) (1882–1958), österreichischer Politiker (GdP), Nationalratsabgeordneter
- Otto Wagner (Jurist) (1889–1945), deutscher Jurist und Staatsanwalt
- Otto Wagner (Maler, 1890) (1890–1973), deutscher Maler
- Otto Wagner (Entomologe) (1899–1981), österreichischer Ingenieur und Entomologe
- Otto Wagner (Fußballspieler, Arminia Bielefeld), deutscher Fußballspieler, Arminia Bielefeld
- Otto Wagner (Maler, 1913) (1913–1983), deutscher Maler
- Otto Wagner (Fußballspieler, FC Bayern München), deutscher Fußballspieler, Bayern München
- Otto Wagner (Musiker, 1924) (1924–1999), deutscher Blasmusiker, Orchesterleiter und Komponist
- Otto Erich Wagner (Künstler) (1895–1979), österreichischer Künstler
- Otto Erich Wagner (Verleger) (1910–1991), Schweizer Verleger
- Otto Richard Wagner (1876–1934), deutsch-schweizerischer Verlagsgründer

### P
- Pamela Rendi-Wagner (* 1971), österreichische Tropenmedizinerin
- Paulina Wagner (* 1997), deutsche Schlagersängerin
- Pauline Wagner (1910–2014), US-amerikanische Schauspielerin und Tänzerin
- Pankraz Wagner († 1584), deutscher Bildhauer
- Patrick Wagner (* 1961), deutscher Historiker
- Paul Wagner (Politiker, 1617) (1617–1697), deutscher Jurist und Politiker, Bürgermeister von Leipzig
- Paul Wagner (Agronom) (1843–1930), deutscher Agrikulturchemiker
- Paul Wagner (Archivar) (1852–1941), deutscher Historiker und Archivar
- Paul Wagner (Schauspieler) (1899–1970), deutscher Schauspieler
- Paul Wagner (Politiker, 1900) (1900–1983), deutscher Politiker und Vertriebenenfunktionär
- Paul Wagner (Politiker, 1917) (1917–1997), Schweizer Politiker (SP)
- Paul Wagner (Physiker) (* 1947), österreichischer Experimentalphysiker
- Paul Wagner (Regisseur) (* 1948), US-amerikanischer Filmregisseur, -produzent und -editor
- Paul Adolf Wagner (1868–1951), deutscher Lehrer, Geologe und Geografiedidaktiker
- Paul August Wagner (* 1934), deutscher Bildhauer und Zeichner
- Paul Hermann Wagner (1852–1937), deutscher Künstler
- Paul Werner Wagner (* 1948), deutscher Kulturmanager und Schachspieler
- Paula Wagner (geb. Paula Kauffman; * 1946), US-amerikanische Filmproduzentin
- Paulina Wagner (* 1997), deutsche Schlagersängerin und DSDS-Teilnehmerin
- Peter Wagner (Drucker) (Currifex de Nurenberga; vor 1460–nach 1500), deutscher Buchdrucker
- Peter Wagner (Erzgießer) († 1595), deutscher Erzgießer
- Peter Wagner (Musikwissenschaftler) (1865–1931), deutscher Musikwissenschaftler
- Peter Wagner (Politiker, I), deutscher Landwirt und Politiker (VHL), MdL Saarland
- Peter Wagner (Statthalter), österreichischer Statthalter des Ritterordens vom Heiligen Grab zu Jerusalem
- Peter Wagner (Musikproduzent) (Peter Wagner-Rudolph; 1942–2022), deutscher Musikproduzent und Schlagerkomponist
- Peter Wagner (Politiker, 1946) (1946–2009), deutscher Arzt und Politiker (DDR-CDU, CDU), MdL Brandenburg
- Peter Wagner (Mathematiker) (* 1956), österreichischer Mathematiker
- Peter Wagner (Autor) (* 1956), österreichischer Schriftsteller und Regisseur
- Peter Wagner (Soziologe) (* 1956), deutscher Soziologe und Hochschullehrer
- Peter Wagner (Journalist) (* 1960), deutscher Journalist
- Peter Wagner (Musiker) (* 1964), deutscher Bassist, Sänger und Songwriter
- Peter Wagner (Snookerspieler) (* 1968/69), deutscher Snookerspieler
- Peter Wagner (Schauspieler) (* 1980), deutscher Schauspieler
- Peter Christian Wagner (1703–1764), deutscher Mediziner
- Peter J. Wagner (* 1964), US-amerikanischer Paläontologe
- Peter Joseph Wagner (1795–1884), US-amerikanischer Jurist und Politiker
- Peter K. Wagner (* 1986), österreichischer Journalist
- Petra Wagner (Eiskunstläuferin), deutsche Eiskunstläuferin
- Petra Wagner (Sportwissenschaftlerin) (* 1967), deutsche Sportwissenschaftlerin und Hochschullehrerin
- Petra Wagner (Politikerin) (* 1968), österreichische Politikerin (FPÖ)
- Petra Katharina Wagner (* 1958), deutsche Regisseurin und Drehbuchautorin
- Philipp Wagner (Theologe) (1526–1572), deutscher Theologe
- Philipp Wagner (Philologe) (1794–1873), deutscher Klassischer Philologe und Lehrer
- Philipp Wagner (Mediziner) (1829–1906), deutscher Mediziner und Badearzt
- Philipp Wagner (Musiker) (* 1969), Schweizer Musiker und Offizier
- Philipp Wagner (Biologe) (* 1973), deutscher Zoologe
- Philipp Wagner (Naturbahnrodler) (* 1985), österreichischer Naturbahnrodler
- Pierre Wagner (Künstler) (1897–1943), französischer Maler
- Pierre Wagner (Philosoph) (* 1963), französischer Philosoph und Logiker

### R
- R. J. Wagner, US-amerikanischer Schauspieler
- Ralf Wagner (Fußballspieler) (* 1958), deutscher Fußballspieler
- Ralf Wagner (* 1968), deutscher Ökonom und Hochschullehrer
- Rainer C. M. Wagner (* 1940), deutscher Fernsehjournalist
- Rainer Wagner (Journalist) (* 1948), deutscher Journalist und Kunstwissenschaftler
- Rainer Wagner (Religionspädagoge) (* 1951), deutscher Religionspädagoge und Verbandsfunktionär
- Rainer Wagner (Museumsleiter) (1951–2021), deutscher Museumsleiter und Autor
- Ramon Wagner (* 1987), deutscher Künstlermanager
- Reiner Wagner (* 1942), deutscher Maler und Holzschneider
- Reinhard Wagner (Turner) (1876–1964), US-amerikanischer Turner
- Reinhard Wagner (Philologe) (1881–1945), deutscher Sprachforscher, Germanist, Anglist und Übersetzer
- Reinhard Wagner (Künstler) (1936–1993), deutscher Künstler
- Reinhard Wagner (Manager) (* 1948), deutscher Bankmanager
- Reinhard Wagner (Beamter), deutscher Beamter
- Reinhard Wagner (Fotograf) (* 1963), deutscher Sachbuchautor
- Reinhardt Wagner (* 1956), französischer Komponist
- Reinhold Wagner (1914–1968), deutscher Zeitungsverleger
- Renan Wagner (* 1991), deutsch-brasilianischer Fußballspieler
- Renate Wagner (Theaterwissenschaftlerin) (geb. 1946), österreichische Theaterwissenschaftlerin
- Renate Wagner (Managerin) (* 1974), deutsche Managerin
- Renate Wagner-Redding (* 1946), deutsche jüdische Funktionärin
- Renate Wagner-Rieger (1921–1980), österreichische Kunsthistorikerin
- Renate Wagner-Wittula (* 1956), österreichische Sachbuchautorin zu Kulinarik und Tourismus
- René Wagner (* 1972), tschechischer Fußballspieler
- Riccardo Wagner (* 1974), deutscher Kommunikationswissenschaftler und Autor
- Richard Wagner (1813–1883), deutscher Komponist und Schriftsteller
- Richard Wagner (Geologe) (1847–1932), deutscher Lehrer, Geologe und Paläontologe
- Richard Wagner (Historiker) (1860–1928), deutscher Lehrer, Klassischer Philologe und Historiker
- Richard Wagner (Philologe) (1860–1937), deutscher Lehrer und Klassischer Philologe
- Richard Wagner (Politiker, 1861) (1861–1925), deutscher Politiker (FVP), MdR
- Richard Wagner (Unternehmer) (1864–1961), deutscher Brauereiunternehmer
- Richard Wagner (Journalist) (1868–1927), deutscher Journalist und Schriftsteller
- Richard Wagner (Sänger) (1870–nach 1900), deutscher Sänger
- Richard Wagner (Architekt, 1870) (1870–1937), deutscher Architekt
- Richard Wagner (Chorleiter) (1871–1950), deutscher Kirchenmusiker, Chorleiter, Komponist und Autor
- Richard Wagner (Maler) (1878–1947), deutscher Maler
- Richard Wagner (Bürgermeister) (19./20. Jh.), deutscher Politiker, Bürgermeister von Ronsdorf
- Richard Wagner (Politiker, 1882) (1882–nach 1927), deutscher Beamter und Politiker, MdL Danzig
- Richard Wagner (Verleger) († 1951), deutscher Verleger
- Richard Wagner (Mediziner, 1887) (1887–1974), österreichisch-US-amerikanischer Kinderarzt
- Richard Wagner (Politiker, IV), deutscher Politiker (WP), MdL Sachsen
- Richard Wagner (Ingenieur) (1891–1957), Schweizer Bauingenieur und Bauunternehmer
- Richard Wagner (Pilot) (1893–1935), deutscher Pilot
- Richard Wagner (Mediziner, 1893) (1893–1970), deutscher Physiologe
- Richard Wagner (Politiker, 1902) (1902–1973), deutscher Agraringenieur und Politiker (NSDAP)
- Richard Wagner (Politiker, 1914) (1914–1979), deutscher Politiker (CSU), MdL Bayern
- Richard Wagner (Architekt, 1924) (1924–2020), deutscher Architekt
- Richard Wagner (Mathematiker) (1927–2010), deutscher Mathematiker und Hochschullehrer in Würzburg
- Richard Wagner (Physiker) (* 1947), deutscher Physiker, Werkstoffwissenschaftler und Hochschullehrer
- Richard Wagner (Karnevalist) (* 1948), deutscher Karnevalist
- Richard Wagner (Schriftsteller) (1952–2023), deutscher Schriftsteller
- Richard Wagner (Richter) (* 1957), kanadischer Richter
- Richard Wagner Hoffman (1927–2002), US-amerikanischer Physiker und Hochschullehrer
- Richard A. Wagner (1914–1981), Schweizer Architekt, Denkmalpfleger, Maler und Zeichner
- Richard Carl Wagner (1882–1946), österreichischer Maler
- Richard E. Wagner (* 1941), US-amerikanischer Wirtschaftswissenschaftler und Hochschullehrer
- Richard Paul Wagner (1882–1953), deutscher Eisenbahningenieur
- Richard Robert Wagner (1888–um 1941), österreichischer Antifaschist und Schriftsteller
- Rita Wagner (* 1958), deutsche Politikerin (FDP)
- Robert Wagner (Politiker, 1847) (1847–1926), Schweizer Politiker
- Robert Wagner (Gauleiter) (1895–1946), deutscher Politiker (NSDAP), MdR
- Robert Wagner (Dirigent) (1915–2008), österreichischer Dirigent und Musikpädagoge
- Robert Wagner (Politiker, 1928) (1928–2014), deutscher Politiker (CDU)
- Robert Wagner (Schauspieler) (* 1930), US-amerikanischer Schauspieler
- Robert Wagner (Mediziner), Mediziner
- Robert Wagner (Dartspieler) (* 1965), norwegischer Dartspieler
- Robert Wagner (Radsportler) (* 1983), deutscher Radrennfahrer
- Robert Wagner (Handballspieler) (* 1986), deutscher Handballspieler
- Robert Wagner (Fußballspieler) (* 2003), deutscher Fußballspieler
- Robert F. Wagner (1877–1953), US-amerikanischer Politiker
- Robert F. Wagner Jr. (1910–1991), US-amerikanischer Politiker, Jurist und Diplomat
- Robert Joe Wagner, australischer Serienmörder, siehe Snowtown murders
- Robert-Léon Wagner (1905–1982), französischer Romanist
- Robert W. Wagner (* um 1948), pensionierter US-amerikanischer Generalleutnant
- Robert Werner Wagner (1936–2021), deutscher Maler, Grafiker und Buchillustrator
- Robin Wagner (* 1993), tschechischer Radsportler
- Rochus Wagner (* 1932), deutscher Skirennläufer
- Rodney Wagner (* 1955), australischer Bogenschütze
- Roland Wagner (Informatiker) (1952–2020), österreichischer Informatiker und Hochschullehrer
- Roland Wagner (Fußballspieler) (* 1955), französischer Fußballspieler
- Roland Wagner (Kameramann) (* 1964), deutscher Kameramann
- Roland Wagner (Geoinformatiker) (* 1973), deutscher Geoinformatiker und Hochschullehrer
- Roland Wagner-Döbler (* 1954), deutscher Bibliothekar, Wissenschaftsforscher und Hochschullehrer
- Roland C. Wagner (1960–2012), französischer Schriftsteller
- Rolf Wagner (Maler) (1914–2003), deutscher Maler
- Rolf Wagner (Physiker) (1929–2012), deutscher Physiker und Hochschullehrer
- Rolf Wagner (General) (* 1959), deutscher Brigadegeneral
- Rolf Clemens Wagner (1944–2014), deutscher Terrorist
- Rosalie Wagner (1803–1837), deutsche Schauspielerin
- Roy Wagner (Anthropologe) (1938–2018), US-amerikanischer Kulturanthropologe
- Roy Wagner (Mathematiker) (auch Roi Wagner; * 1973), israelischer Mathematiker und Wissenschaftshistoriker
- Roy H. Wagner (* 1947), US-amerikanischer Kameramann
- Rudi H. Wagner (1914–nach 1993), deutscher Grafiker und Bildhauer
- Rüdiger Wagner (1939–2007), deutscher Schriftsteller, Dichter und Lehrbuchautor
- Rudolf Wagner (Mediziner) (auch Rudolph Wagner; 1805–1864), deutscher Anatom und Physiologe
- Rudolf von Wagner (1822–1880), deutscher Agrikulturchemiker und Hochschullehrer
- Rudolf Wagner (Publizist) (Pseudonym Rudolph Valde(c)k; 1822–1894), österreichischer Journalist, Publizist und Kritiker
- Rudolf Wagner (Sänger) (1849–nach 1898), deutscher Sänger
- Rudolf Wagner (Jurist) (auch Rudolph Wagner; 1851–1885), lettisch-deutscher Jurist
- Rudolf Wagner (Musiker, 1851) (1851–1915), österreichischer Musiker, Chordirigent und Komponist
- Rudolf Wagner (Fußballspieler, 1871) (1871–1910), österreichischer Fußballspieler
- Rudolf Wagner (Unternehmer, 1872) (1872–1935), deutscher Ingenieur, Unternehmer und Firmengründer
- Rudolf Wagner (Botaniker) (Karl Ludwig Rudolf Wagner; 1872–1938), deutscher Botaniker
- Rudolf Wagner (Musiker, 1884) (1884–1959), österreichischer Musiker
- Rudolf Wagner (Unternehmer, 1908) (1908–1981), deutscher Brauereibesitzer
- Rudolf Wagner (Historiker) (1911–2004), deutscher Historiker, Verbandsfunktionär und Politiker (BHE), MdL Bayern
- Rudolf Wagner (SS-Mitglied) (1913–1943), deutscher SS-Hauptsturmführer
- Rudolf Wagner (Fußballspieler, 1913) (1913–??), deutscher Fußballspieler
- Rudolf Wagner (Fußballspieler, 1927) (* 1927), deutscher Fußballspieler
- Rudolf Wagner (Heimatforscher) (1937–2012), deutscher Lehrer, Heimatforscher und Archivar
- Rudolf Wagner (Journalist) (* 1941), deutscher Journalist
- Rudolf von Wagner-Frommenhausen (1822–1891), deutscher General und Politiker, MdR
- Rudolf Wagner-Régeny (1903–1969), deutscher Komponist und Hochschullehrer
- Rudolf Wagner von Wehrborn (1815–1896), österreichischer Generalmajor
- Rudolf Christian Wagner (1671–1741), deutscher Mathematiker und Physiker
- Rudolf G. Wagner (1941–2019), deutscher Sinologe
- Rudolf-Günter Wagner (1912–1980), deutscher Schauspieler, Sprecher und Moderator
- Rudolf Karl Wagner (* 1904), deutscher Landrat
- Rupert Wagner (* 1980), deutscher Kanute
- Ruth Wagner (* 1940), deutsche Politikerin (FDP)
- Ruth Maria Wagner (1915–1989), deutsche Rundfunksprecherin

### S
- S. O. Wagner (Siegfried Oswald Wagner; 1902–1975), deutscher Schauspieler, Sprecher und Regisseur
- Sabine Wagner (Schauspielerin) (* 1953), deutsche Schauspielerin
- Sabine Wagner (Künstlerin) (* 1963), deutsche Künstlerin
- Sabine Wagner (Handballspielerin) (* 1966), deutsche Handballspielerin
- Sabine Wagner (Leichtathletin) (* 1966/1967), deutsche Triathletin und Leichtathletin
- Sabine Wagner (Politikerin), deutsche Politikerin (SPD)
- Samuel August Wagner (1734–1788), deutscher Mediziner
- Sandra Wagner, Geburtsname von Sandra Sachse (* 1969), deutsche Bogenschützin
- Sandra Wagner (Lyrikerin) (* 1970), deutsche Journalistin, Lyrikerin und Herausgeberin
- Sandra Wagner, Geburtsname von Sandra Freudlsperger, deutsche Fernsehmoderatorin und Journalistin
- Sandra Wagner (Leichtathletin) (* 1997), deutsche Sprinterin
- Sandro Wagner (* 1987), deutscher Fußballspieler
- Sandy Wagner (* 1965), deutscher Fernsehmoderator, Schlagersänger und Komponist

- Sascha Wagner (Neonazi) (* 1972), deutscher Parteifunktionär (NPD)
- Sascha H. Wagner (* 1980), deutscher Politiker (Die Linke), MdB
- Savita Diana Wagner (1987–2024), deutsche Freiwillige
- Scott Wagner (* 1955), US-amerikanischer Unternehmer und Politiker
- Sebastian Wagner (Politiker), österreichischer Politiker
- Sebastian Wagner (Architekt) (* 1963), deutscher Architekt
- Selina Wagner (* 1990), deutsche Fußballspielerin
- Sibylle Wagner (* 1952), deutsche Malerin und Installationskünstlerin
- Sidney Wagner (1900–1947), US-amerikanischer Kameramann
- Siegfried Wagner (1869–1930), deutscher Komponist, Regisseur und Dirigent
- Siegfried Wagner (Offizier) (1881–1944), deutscher Offizier und Widerstandskämpfer
- Siegfried Wagner (Agraringenieur) (1903–1982), Schweizer Agraringenieur
- Siegfried Wagner (Politiker) (1925–2002), deutscher Politiker und Parteifunktionär (SED)
- Siegfried Wagner (Theologe) (1930–2000), deutscher evangelischer Theologe
- Siegfried Wagner (Architekt) (1931–2024), deutscher Architekt
- Siegfried Wagner (Fußballspieler) (* 1936), deutscher Fußballspieler
- Siegfried Wagner (Luftfahrtingenieur) (1937–2018), deutscher Luftfahrtingenieur und Professor für Maschinenbau
- Siegfried Rudolph von Wagner und Wagenhoff (* um 1731–1798), preußischer Landrat
- Sieglinde Wagner (1921–2003), österreichische Sängerin (Alt)
- Sigmund von Wagner (1759–1835), Schweizer Zeichner und Kupferstecher
- Silke Wagner (* 1968), deutsche Künstlerin

- Simon Wagner (Maler) (Gustav Simon Ludwig Wagner; 1799–1829), deutscher Maler
- Simon Wagner (Rallyefahrer) (* 1993), österreichischer Staatsmeister
- Simon-Paul Wagner (* 1984), deutscher Schauspieler
- Simone Wagner (* 1975), deutsche Schauspielerin
- Stan Wagner (1908–2002), kanadischer Eishockeytorwart
- Stanisław Wagner (* 1947), polnischer Sprinter
- Stefan Wagner (Fußballspieler) (1913–2002), österreichischer Fußballspieler
- Stefan Wagner (Informatiker) (* 1978), deutscher Informatiker und Hochschullehrer
- Stefan Wagner (Jurist), deutscher Jurist und stellvertretendes Mitglied des Bayerischen Verfassungsgerichtshofs
- Stefan-Thomas Wagner (* 1951), deutscher Maler und Grafiker
- Stephan Wagner (Regisseur) (* 1968), deutscher Regisseur und Drehbuchautor
- Stephan Wagner (Jurist) (* 1971), deutscher Rechtswissenschaftler
- Stephan Wagner (Kameramann) (* 1967), deutscher Kameramann
- Stephan M. Wagner (* 1969), deutscher Logistikwissenschaftler
- Stephanie Wagner (Musikerin) (* 1967), deutsche Flötistin
- Stephanie Wagner (Basketballspielerin) (* 1990), deutsche Basketballspielerin
- Stephanie Wagner (Tennisspielerin) (* 1994), deutsche Tennisspielerin
- Steve Wagner (Footballspieler) (Steven John Wagner; * 1954), US-amerikanischer American-Football-Spieler
- Steve Wagner (Hockeyspieler) (Steven Wagner; * 1967), US-amerikanischer Feldhockeytorwart
- Steve Wagner (Eishockeyspieler) (Steven Lee Wagner; * 1984), US-amerikanischer Eishockeyspieler
- Sue Wagner (* 1940), US-amerikanische Politikerin
- Susan Wagner (* 1961), US-amerikanische Finanzmanagerin
- Susann Toni Wagner (* 1968), deutsche Schauspielerin und Synchronsprecherin
- Susanne Wagner (* 1975), deutsche Anglistin
- Sven Wagner (Forstwissenschaftler) (* 1957), deutscher Forstwissenschaftler und Hochschullehrer
- Sven Wagner (Politiker) (* 1974), deutscher Politiker (SPD), Oberbürgermeister von Staßfurt
- Sven Wagner (Leichtathlet) (* 2001), deutscher Mittelstreckenläufer

### T
- Theo Wagner (1917–1985), Schweizer Innenarchitekt und Kollagist
- Theodor Wagner (Bildhauer) (1800–1880), deutscher Bildhauer
- Theodor Wagner (Bergbauingenieur) (1829–1878), deutscher Bergbauingenieur und Bergwerksdirektor
- Theodor Wagner (Fußballspieler) (1927–2020), österreichischer Fußballspieler
- Theodor Wagner-Jauregg (1903–1992), österreichischer Chemiker
- Theresa Wagner (* 1995), deutsche Eishockeyspielerin
- Therese Wagner (1797–1858), bayerische Bierbrauerin und Unternehmerin
- Therese Marie Wagner, Geburtsname von Therese Marie Kleemann (1820–1852), deutsche Schauspielerin
- Thilo Wagner (* 1965), deutscher Jazzmusiker
- Tim Wagner (Philosoph) (* 1970), deutscher Philosoph, Autor und Dozent
- Tim Wagner (Politiker) (* 1981), deutscher Politiker (FDP)
- Tim Wagner (Langstreckenläufer) (* 1997), deutscher Langstreckenläufer
- Timo Wagner (* 1993), luxemburgischer Schauspieler
- Tini Wagner (1919–2004), niederländische Schwimmerin
- Tobias Wagner (Theologe) (1598–1680), deutscher Theologe
- Tobias Wagner (Komponist), deutscher Komponist
- Tobias Wagner (Handballspieler) (* 1995), österreichischer Handballspieler
- Thomas von Wagner (1759–1817), deutscher Jurist und Publizist
- Thomas Wagner (Politiker, 1904) (1904–1993), österreichischer Politiker (SPÖ), Burgenländischer Landtagsabgeordneter
- Thomas Wagner (Politiker, 1943) (* 1943), Schweizer Politiker (FDP)
- Thomas Wagner (Journalist) (* 1955), deutscher Journalist und Hochschullehrer
- Thomas Wagner (Biologe) (* 1965), deutscher Biologe und Hochschullehrer
- Thomas Wagner (Soziologe) (* 1967), deutscher Kultursoziologe und Autor
- Thomas Wagner (Schauspieler), US-amerikanischer Schauspieler
- Thomas Wagner (Moderator) (* 1971), deutscher Sportmoderator
- Thomas Wagner (Theologe) (* 1971), deutscher Theologe
- Thomas Wagner (Mediziner), österreichischer Mediziner
- Thomas Wagner (Eishockeyspieler) (* 1974), deutscher Eishockeyspieler
- Thomas Wagner (Fußballspieler) (1976–2023), österreichischer Fußballspieler
- Thomas Wagner (Designer) (* 1977), deutscher Mediendesigner
- Thomas Wagner (Unternehmer) (1978–2016), deutscher Unternehmer
- Thomas Wagner (Jurist) (* 1966), deutscher Jurist
- Tomáš Wágner (* 1990), tschechischer Fußballspieler
- Torsten Wagner (Ringer) (* 1964), deutscher Ringer
- Torsten Wagner (Biotechnologe) (* 1977/1978), deutscher Biotechnologe und Hochschullehrer

### U
- Udo Wagner (* 1963), deutscher Fechter
- Ulf-Jürgen Wagner (1944–2021), deutscher Schauspieler und Synchronsprecher
- Ulla Wagner, deutsche Regisseurin
- Ulrich Wagner (Kunstschmied) († 1485), Schweizer Kunstschmied und Uhrmacher
- Ulrich Wagner (Mathematiker) († um 1490), deutscher Rechenmeister
- Ulrich Wagner (Maler) (* 1935), Schweizer Maler und Zeichner
- Ulrich Wagner (Archivar) (* 1948), deutscher Archivar
- Ulrich Wagner (Sozialpsychologe) (* 1951), deutscher Sozialpsychologe
- Ulrich Wagner (Ingenieur) (* 1955), deutscher Ingenieur und Manager
- Ulrich Wagner (Bildhauer) (* 1959), deutscher Bildhauer und Grafiker
- Ulrich A. Wagner (* 1959), deutscher Orthopäde und Hochschullehrer
- Ulrike Wagner-Rau (* 1952), deutsche Theologin
- Urszula Mitrenga-Wagner (1948–2004), polnische Sängerin (Alt) und Pianistin
- Ute Wagner-Lux (* 1931), deutsche Archäologin
- Utz von Wagner (* 1967/1968), deutscher Ingenieur und Hochschullehrer
- Uwe Wagner (* 1963), deutscher Gynäkologe und Hochschullehrer

### V
- Valentin Wagner (Siebenbürger Theologe) († 1557), siebenbürgischer Gelehrter, Reformator und Humanist
- Valentin Wagner (um 1610–1655), deutscher Zeichner
- Valérie Wagner (* 1965), deutsche Fotografin und Künstlerin
- Vanessa Wagner (Pianistin) (* 1973), französische Pianistin
- Vanessa Wagner (Schauspielerin) (* 1974), französische Schauspielerin
- Vanessa Wagner (Judoka) (* 2002), deutsche Para-Judoka
- Veit Dietrich Wagner (1600–1668), deutscher Rittergutsbesitzer und Offizier
- Viktória Wagner-Gyürkés (* 1992), ungarische Leichtathletin
- Vincent Wagner (* 1986), deutscher Fußballspieler und Fußballtrainer
- Vincenz August Wagner (1790–1833), österreichischer Jurist und Hochschullehrer
- Vinzenz Wagner (* 1990), österreichischer Schauspieler und Tänzer
- Vivien Wagner (* 1997), deutsche Fußballspielerin
- Volker Wagner (Theologe) (* 1940), deutscher evangelischer Bibelexeget
- Volker Wagner (Trainer) (* 1949), deutscher Leichtathletiktrainer und -manager
- Volker Wagner (Historiker) (* 1962), deutscher Historiker

### W
- Walter Wagner (Jurist) (1901–1991), deutscher Jurist
- Walter Wagner (Skisportler), deutscher Skispringer und Skilangläufer
- Walter Wagner (Künstler) (1913–2006), deutscher Spanienkämpfer und Künstler
- Walter Wagner (Politiker) (1914–nach 1984), deutscher Politiker (CDU), MdV
- Walter Wagner (Historiker) (1923–1989), österreichischer Historiker
- Walter Wagner (Fußballspieler, 1949) (* 1949), deutscher Fußballspieler
- Walter Wagner (Mediziner) (* 1951), deutscher Arzt und Boxsportfunktionär
- Walter Wagner (Literaturwissenschaftler) (* 1961), österreichischer Literaturwissenschaftler
- Walter Wagner (Fußballspieler, 1981) (* 1981), andorranischer Fußballspieler
- Waltraud Wagner (* 1960), österreichische Serienmörderin, siehe Todesengel von Lainz
- Warren H. Wagner (Warren Herbert Wagner; 1920–2000), US-amerikanischer Botaniker
- Warren L. Wagner (Warren Lambert Wagner; * 1950), US-amerikanischer Botaniker
- Webster Wagner (1817–1882), US-amerikanischer Eisenbahnunternehmer und Politiker
- Wende Wagner (1941–1997), englische Schauspielerin
- Wendy Wagner (* 1973), US-amerikanische Skilangläuferin
- Werner Wagner (Mediziner) (1904–1956), deutscher Psychiater und Hochschullehrer
- Werner Wagner (Komponist) (1927–2002), deutsch-argentinischer Komponist
- Werner Wagner (Fußballtrainer), deutscher Fußballtrainer
- Werner Wagner (Heimatforscher) (1943–2008), deutscher Lehrer und Heimatforscher
- Werner Heck-Wagner (1908–1990), Schweizer Fotograf
- Wieland Wagner (1917–1966), deutscher Regisseur
- Wieland Wagner (Journalist) (* 1959), deutscher Journalist
- Wiktor Wladimirowitsch Wagner (1908–1981), russischer Mathematiker
- Wilfried Wagner (Historiker) (* 1935), deutscher Historiker und Professor für Politik
- Wilfried Wagner (Jurist) (* 1942), deutscher Jurist und Richter
- Wilfried Wagner (Zahnmediziner) (* 1950), deutscher Zahnmediziner und Hochschullehrer
- Wilhelm Wagner (Mediziner, 1793) (1793–1846), deutscher Mediziner und Hochschullehrer
- Wilhelm Wagner (Historiker) (1793–1874), deutscher Historiker
- Wilhelm Wagner (Jurist) (1801–1883), deutscher Jurist und Politiker
- Wilhelm von Wagner (1835–1928), österreichischer Feldmarschallleutnant
- Wilhelm Wagner (Politiker, 1838) (1838–1923), deutscher Politiker
- Wilhelm Wagner (Philologe) (1843–1880), deutscher Klassischer Philologe
- Wilhelm Wagner (Politiker, 1847) (1847–1903), deutscher Bäcker und Kommunalpolitiker, Mitglied des Kurhessischen Kommunallandtags
- Wilhelm Wagner (Mediziner, 1848) (1848–1900), deutscher Mediziner
- Wilhelm Wagner (Politiker, 1859) (1859–1926), deutscher Landwirt und Abgeordneter
- Wilhelm Wagner (Architekt, 1875) (1875–1953), deutscher Architekt
- Wilhelm Wagner (Diplomat) (1884–1949), deutscher Jurist und Diplomat
- Wilhelm Wagner (Geologe) (1884–1970), deutscher Geologe und Hochschullehrer
- Wilhelm Wagner (Mediziner, 1886) (1886–1976), deutscher Generalstabsarzt
- Wilhelm Wagner (Maler) (1887–1968), deutscher Maler und Grafiker
- Wilhelm Wagner (Entomologe) (1895–1977), deutscher Entomologe
- Wilhelm Wagner (Theologe) (1896–1941), deutscher Theologe, Diözesancaritasdirektor Trier
- Wilhelm Wagner (Mediziner, 1899) (1899–1976), deutscher Chirurg und Hochschullehrer
- Wilhelm Wagner (SS-Mitglied) (1904–1946), deutscher SS-Hauptscharführer
- Wilhelm Wagner (Gestapo) (* 1909), deutscher SS-Hauptsturmführer, Leiter Dienststelle Gestapo Oslo
- Wilhelm Wagner (Architekt, 1911) (1911–2006), deutscher Architekt
- Wilhelm Wagner (Politiker, 1936) (* 1936), deutscher Politiker
- Wilhelm J. Wagner (* 1938), österreichischer Grafiker, Kartograf und Autor
- Wilhelm Wagner (Politiker, 1859), deutscher Landwirt und Abgeordneter
- Willi Wagner (Leichtathlet) (Wilhelm Wagner; * 1941), deutscher Hindernisläufer
- Willi Wagner (Fußballspieler) (* 1951), deutscher Fußballspieler
- Willy Wagner (auch Guillaume Wagner; 1909–??), deutsch-französischer Fußballspieler
- Winfried Wagner (Schauspieler) (1937–2018), deutscher Schauspieler, Synchronsprecher und Theaterintendant
- Winfried Wagner (Schriftsteller)  (* 1949), deutscher Schriftsteller und Humorist
- Winifred Wagner (1897–1980), deutsche Festspielleiterin
- Wladimir Wagner (* 2001), deutscher Fußballspieler
- Wladimir Alexandrowitsch Wagner (1849–1934), russischer Zoologe
- Wolf Wagner (Sozialwissenschaftler) (1944–2024), deutscher Sozialwissenschaftler
- Wolf Wagner (Pornoproduzent) (* 1975), deutscher Pornofilmproduzent
- Wolf H. Wagner, deutscher Journalist und Schriftsteller
- Wolf-Helmut Wagner (1914–1993), deutscher Mediziner
- Wolf Siegfried Wagner (* 1943), deutscher Opernregisseur
- Wolfgang Wagner (Politiker, 1834) (Wolfgang Wagner senior; 1834–1902), deutscher Posthalter und Politiker (Zentrum), MdR
- Wolfgang Wagner (Politiker, 1865) (Wolfgang Wagner junior; 1865–1912), deutscher Gutsbesitzer und Politiker (Zentrum), MdL Bayern
- Wolfgang Wagner (Maler) (1884–1931), deutscher Maler
- Wolfgang Wagner (Opernregisseur) (1919–2010), deutscher Regisseur und Festspielleiter
- Wolfgang Wagner (Jurist) (1921–2014), deutscher Jurist und Hochschulkanzler
- Wolfgang Wagner (Journalist, 1925) (1925–2005), deutscher Journalist und Herausgeber
- Wolfgang Wagner (Schwimmer) (* 1938), deutscher Schwimmer
- Wolfgang Wagner (Medienmanager) (* 1959), deutscher Medienmanager
- Wolfgang Wagner (Turner) (* 1960), deutscher Turner
- Wolfgang Wagner (Schauspieler) (* 1963), deutscher Schauspieler
- Wolfgang Wagner (Journalist, 1967) (* 1967),  österreichischer Journalist
- Wolfgang Wagner (General) (* 1968/1969), österreichischer Generalmajor
- Wolfgang Eric Wagner (* 1966), deutscher Historiker und Hochschullehrer
- Wolfram Wagner (Chemieingenieur) (* 1943), deutscher Chemieingenieur
- Wolfram Wagner (Komponist) (* 1962), österreichischer Komponist
- Wolfram Wagner (Fußballspieler) (* 1972), deutscher Fußballspieler
- Wulf D. Wagner (* 1969), deutscher Architekturhistoriker

### Z
- Zacharias Wagner (1614–1668), deutscher Abenteurer und Reisender
- Zeta Wagner (1907–1943), deutsche römisch-katholische Ordensfrau, Missionsschwester und Märtyrin

## Sonstiges
- Wagner, Famulus in Faust I, Professor in Faust II
- K.H.Wagner, Künstlerehepaar
- Richard Wagner (Familie)